# James Henry Lane (Politiker)

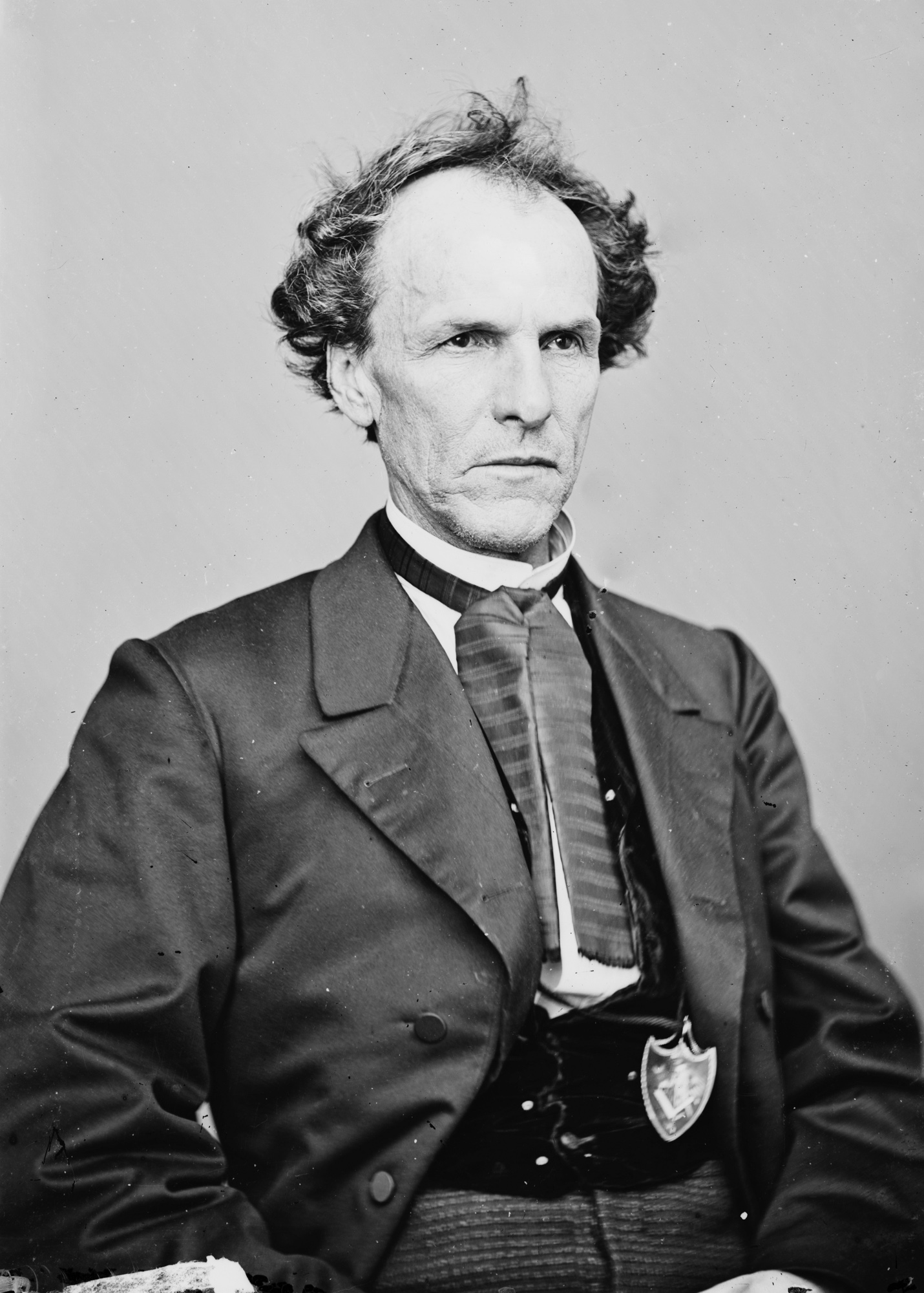
James Henry Lane (1861 oder später)

James Henry Lane (* 22. Juni 1814 in Boone County, Kentucky oder Lawrenceburg, Indiana; † 11. Juli 1866 in Leavenworth, Kansas), auch bekannt als Jim Lane, war ein US-amerikanischer Politiker sowie Brigadegeneral und Freischarführer. Bekannt geworden ist er vor allem aufgrund der umstrittenen Methoden, zu denen seine – auch unter den Namen Lane’s Brigade oder allgemein Jayhawkers bekannten – Kansas-Einheiten vor und während des Amerikanischen Bürgerkriegs griffen.
Lanes Wirken als Politiker wie Militär wird von Zeitzeugen, Medien und Historikern unterschiedlich gewertet. Im Lauf seines Lebens erfüllte er unterschiedliche Funktionen. In den 1840er- und 1850er-Jahren reüssierte er als Freiwilliger im Krieg gegen Mexiko, als Anwalt sowie Vizegouverneur und Repräsentantenhaus-Abgeordneter des Bundesstaats Indiana. Im „Bleeding-Kansas“-Konflikt machte er sich einen Namen als Politiker sowie als militärischer Anführer der Freistaats-Befürworter. Als federführender, auch unter dem Spitznamen „Grim Chieftain“ (übersetzt: „grimmiger Häuptling“) bekannter Befehlshaber der freistaatlichen, unter der Bezeichnung Jayhawkers firmierenden Milizen war er eine jener Free-State-Lokalgrößen, die dazu beitrugen, dass das bis dato als Territorialgebiet fungierende Kansas-Territorium mit einer Sklaverei-freien Verfassung in die Union aufgenommen wurde.
Während des Bürgerkriegs übernahm Lane zeitweilig die Rolle eines Brigadegenerals. Für die Nordstaaten („Union“) stellte er in dieser Funktion 1861/62 die ersten Kansas-Freiwilligenregimenter auf. Einen umstrittenen Ruf erwarben sich Lanes Einheiten vor allem aufgrund ihrer teils rabiaten, durch das Kriegsrecht nicht gedeckten Guerilla-Bekämpfungsmethoden in Kansas sowie dem westlichen Missouri. Die Dynamik dieser großteils irregulären – wegen ihrer regionsspezifischen Besonderheiten auch als „Krieg im Krieg“ charakterisierten – Grenzscharmützel gipfelte im Massaker von Lawrence, bei dem südstaatliche Bushwhacker unter der Führung von William Quantrill und „Bloody Bill“ Anderson die Stadt Lawrence überfielen und im Zuge dessen 160 bis 190 Zivilisten töteten.
Der militärische Beitrag der unter dem Kommando von Lane stehenden Verbände zum letztlichen Unions-Sieg wird eher als nachrangig gewertet. Die größte reguläre Schlacht, an der Lane teilnahm (als freiwilliger Adjutant des Unions-Befehlsstabs), ist die von Westport 1864. Als seine mit herausragendste Handlung – neben dem ebenfalls bemerkenswerten, Ende der 1850er erfolgten Wechsel von den Demokraten zur neu begründeten Republikanischen Partei – gilt nach Meinung einiger Lane-Chronisten die frühe Etablierung von Kriegsformen, die General William Tecumseh Sherman erst 1864 auf seinem Feldzug zum Meer zur Anwendung brachte. Ebenso als Verdienst gutgeschrieben wird ihm die Aufstellung des ersten aus Farbigen bestehenden Freiwilligen-Regiments. Als herausragende persönliche Eigenschaften aufgeführt werden seine Neigung, keinem Streit aus dem Weg zu gehen, sowie sein vor allem in öffentlichen Reden zutage tretendes Charisma. Der Bürgerkriegs-Sachbuchautor Lloyd Lewis charakterisierte Lane als eine Mischung aus Abraham Lincoln und Huey Long – wobei er sich nicht sicher sei, ob die Lincoln-Anteile überwögen.

## Leben

### Frühe Jahre (1814 bis 1846)

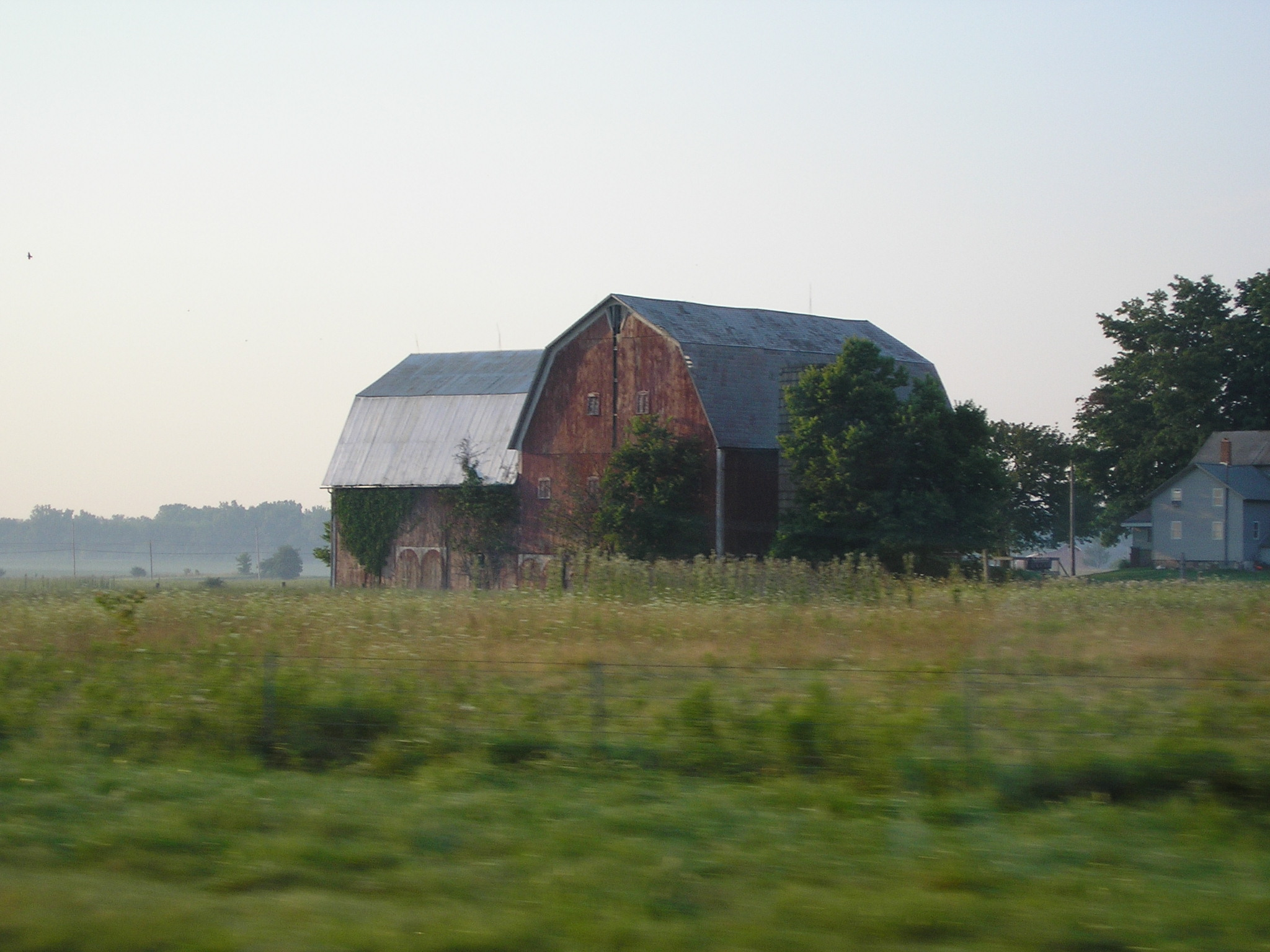
Landschaft mit Farm in Indiana

James Henry Lane kam am 22. Juni 1814 zur Welt. Sein Vater, der aus dem Bundesstaat New York zugezogen war, arbeitete zu jener Zeit als Rechtsanwalt, strebte allerdings eine politische Karriere an. James Henrys Mutter Mary, geboren unter dem Familiennamen Foote im Bundesstaat Connecticut, betätigte sich als Lehrerin sowie Schulleiterin. Ob James Henry Lane im Bundesstaat Kentucky geboren wurde oder aber in Indiana (damals Indiana-Territorium), lässt sich nicht zweifelsfrei ermitteln. Weil sich das stark von den Föderalisten geprägte Indiana für den den Demokraten zugeneigten Amos Lane als beruflich schwieriges Terrain erwies, zog er mit seiner Familie zeitweilig von Lawrenceburg ins benachbarte Kentucky um. Der Rück-Umzug von der südlichen Ohio-Seite nach Lawrenceburg erfolgte just in dem Jahr, in dem James Henry geboren wurde.
Die familiäre Atmosphäre war einerseits von den typischen Werten der Grenzland-Bundesstaaten geprägt mit den dort vorherrschenden Werten Tatkraft, Eigenverantwortung und harter Arbeit. Andererseits bemühte sich die Mutter, bei ihrem Sohn auch intellektuelle Interessen zu wecken – speziell, was das Lesen von Büchern anbelangte. Dem Lane-Biografen Robert Collins zufolge gelang dies lediglich bruchstückhaft. Die Religionszugehörigkeit der Familie war protestantisch – wobei die Mutter ursprünglich Presbyterianin gewesen und erst nach der Heirat mit Amos zum methodistischen Glauben konvertiert war. James Henry Lane hatte fünf Geschwister: drei Brüder (wovon der erste 1810 geboren wurde) und zwei Schwestern.

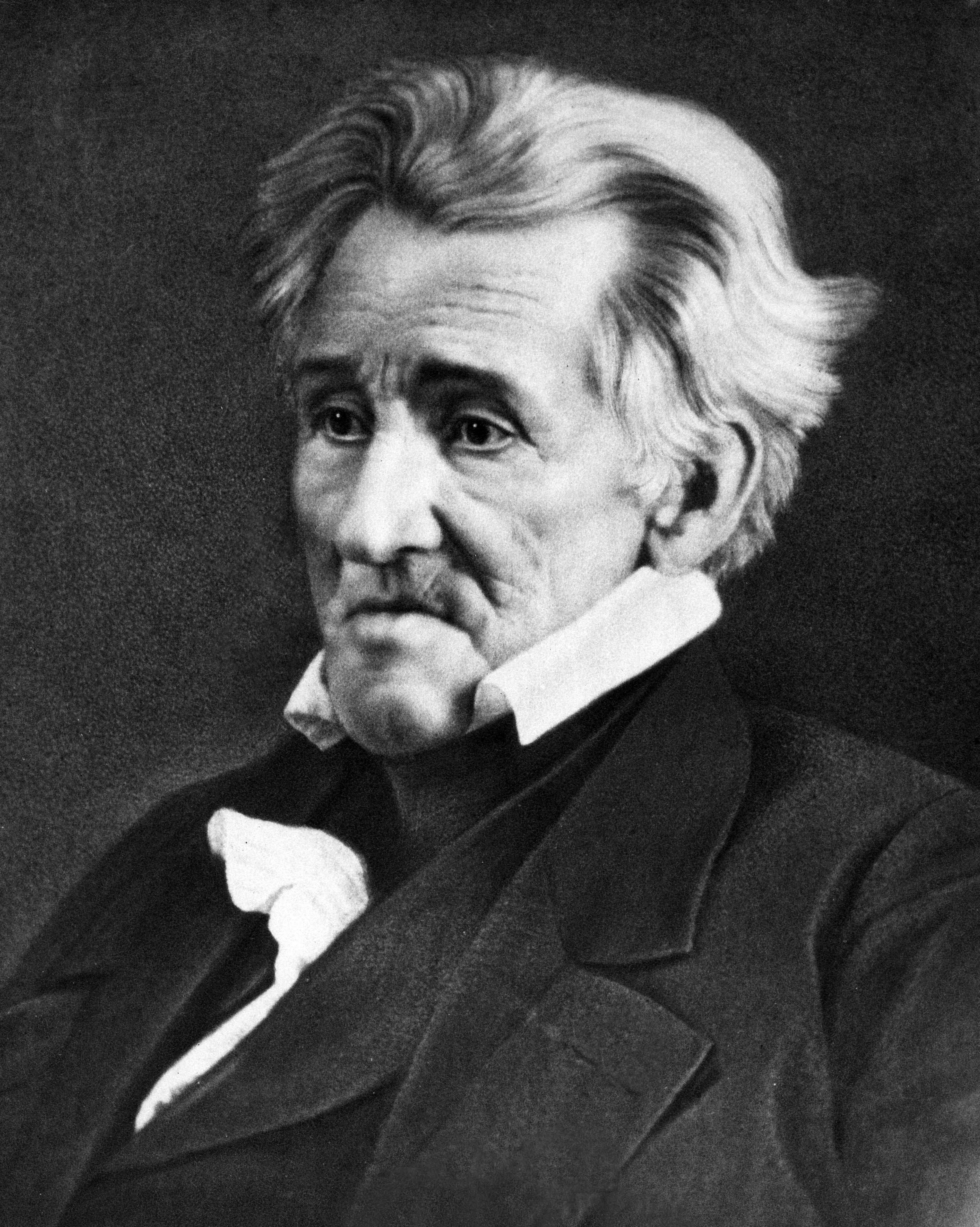
Politische Wegmarke in der Familie Lane: US-Präsident Andrew Jackson (1845)

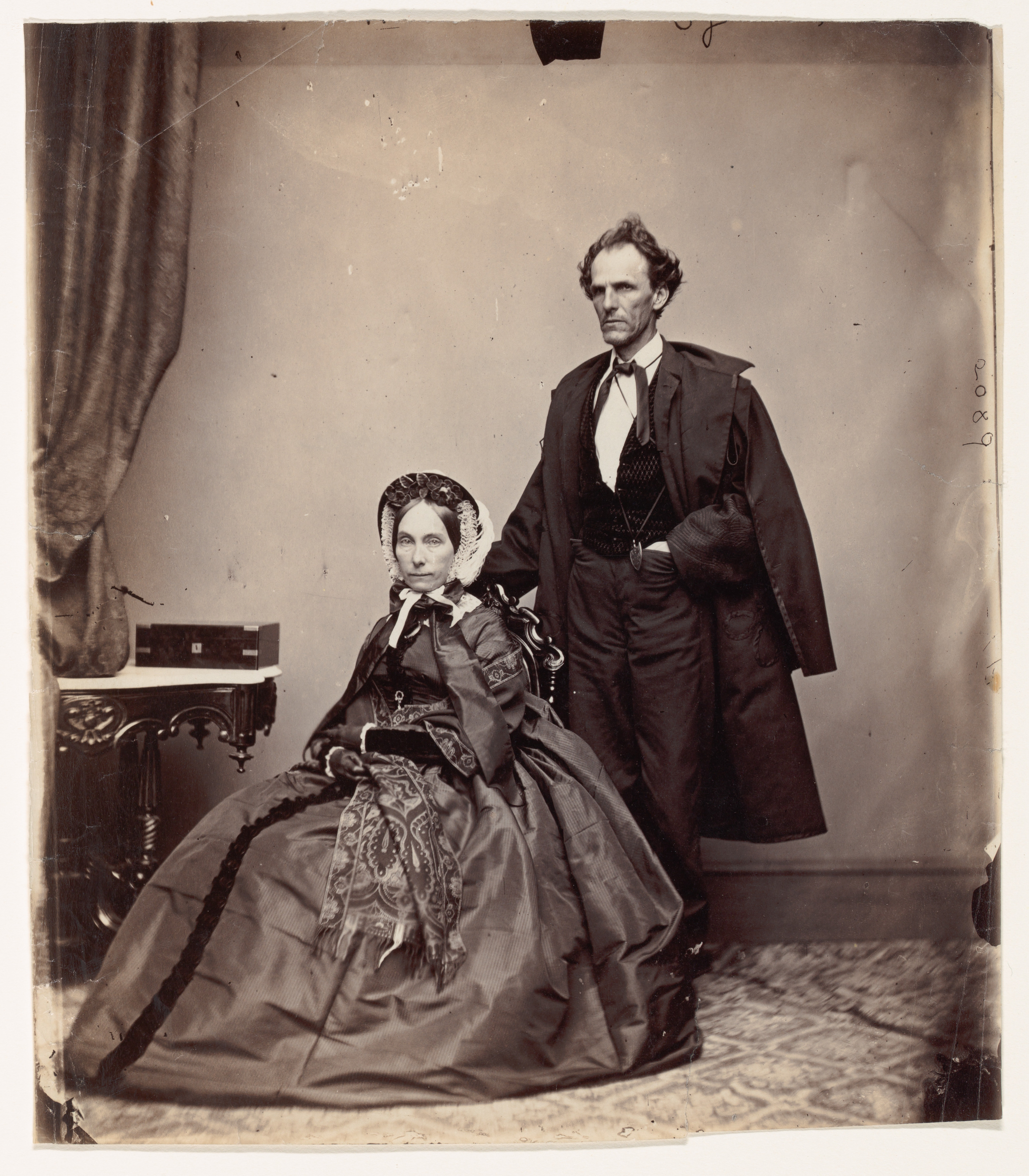
Senator James Henry Lane und Mary Elizabeth Lane (1861 oder später)

Die Zukunftsvorstellungen des jungen Lane waren stark von den politischen Ambitionen des Vaters geprägt. 1816 wurde dieser zum Abgeordneten im Repräsentantenhaus von Indiana gewählt. Später schloss sich Amos der Bewegung um Andrew Jackson an, trat formell der Demokratischen Partei bei, wurde 1833 Abgeordneter im Repräsentantenhaus in Washington, D.C. und besetzte bis zu seinem Tod im Jahr 1849 unterschiedliche politische Ämter für den Staat Indiana.
Ebenso wie der – als wortgewaltig und mitunter scharfzüngig geltende – Vater legte auch der Sohn frühzeitig ein Talent für Reden sowie verbale Schlagabtäusche an den Tag. Als junger Erwachsener bestritt er seinen Lebensunterhalt als Warentransporteur für das Unternehmen eines Schwagers und verschiffte in einem Flachboot Schweinefleisch den Ohio und Mississippi hinunter bis nach New Orleans. Lane-Biograph Collins wie auch andere halten es für wahrscheinlich, dass sich Lanes Abneigung gegenüber der Sklaverei im Zug dieser Reisen herausbildete. Kurzzeitig führte er ein eigenes Geschäft, absolvierte ein Studium in Indiana und wurde 1840 im Alter von 26 als Rechtsanwalt zugelassen. Weniger von Erfolg gekrönt waren erste politische Ambitionen. Lane kandidierte zwar für einen Sitz in der bundesstaatlichen Legislative – erreichte von insgesamt sechs Kandidaten allerdings nur Platz drei. Pointe der Angelegenheit: Aufgrund verfahrenstechnischer Eigenheiten erhielt der unmittelbar hinter ihm liegende Kandidat schließlich den Sitz.
1842 heiratete James Henry Lane Mary Elizabeth Baldridge – Berichten zufolge eine Enkelin des Unabhängigkeitskriegs-Generals Arthur St. Clair. Das Verhältnis zwischen den Ehepartnern wird von Historikern als liebevoll-romantisch beschrieben, allerdings auch als mitunter konflikthaft und turbulent. Milton Reynolds, ein Publizist, der Lane kannte, charakterisierte Mary Lane als „eine bemerkenswerte Frau und vollendete Dame“ – mit dem Zusatz, dass sie seiner Meinung nach auch „eine geborene Politikerin“ war.

### Krieg gegen Mexiko und politische Ambitionen (1846 bis 1854)
Der Ausbruch des Krieges gegen Mexiko 1846 bot Lane eine Möglichkeit, sich in einer Führungsrolle politisch zu profilieren. Ursache des eskalierenden, von den Gebietserweiterungs-Befürwortern in den Vereinigten Staaten forcierten Konflikts war der – sowohl von den USA als auch der Republik Texas – anvisierte Beitritt von Texas zu den Vereinigten Staaten. Ideologisches Rüstwerk der Expansionisten war die Manifest Destiny, die 1845 von dem Journalisten John L. O’Sullivan geprägt worden war. Inhaltlich besagte sie, dass es den USA vorbestimmt sei, bis zum Pazifik zu expandieren. Militärisch gesehen barg der von der US-Regierung unter James K. Polk im April 1846 begonnene Krieg indes nicht unerhebliche Risiken. Die amerikanische Armee war zu jener Zeit klein, das Heer zu großen Teilen über Militärposten entlang der Grenze zu den noch unbesiedelten Gebieten stationiert. Polks Aufruf an die Bundesstaaten, Freiwillige zu stellen, wurde von Lane mit in die Tat umgesetzt. 1846 avancierte er zum Oberst des – von ihm selbst mit auf die Beine gestellten – dritten Indiana-Freiwilligenregiments.

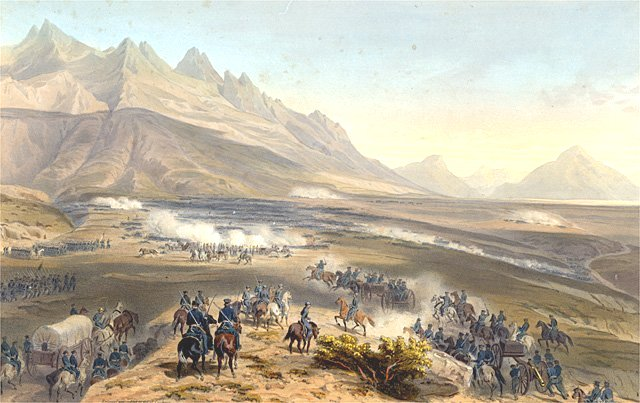
Schlacht bei Buena Vista 1847

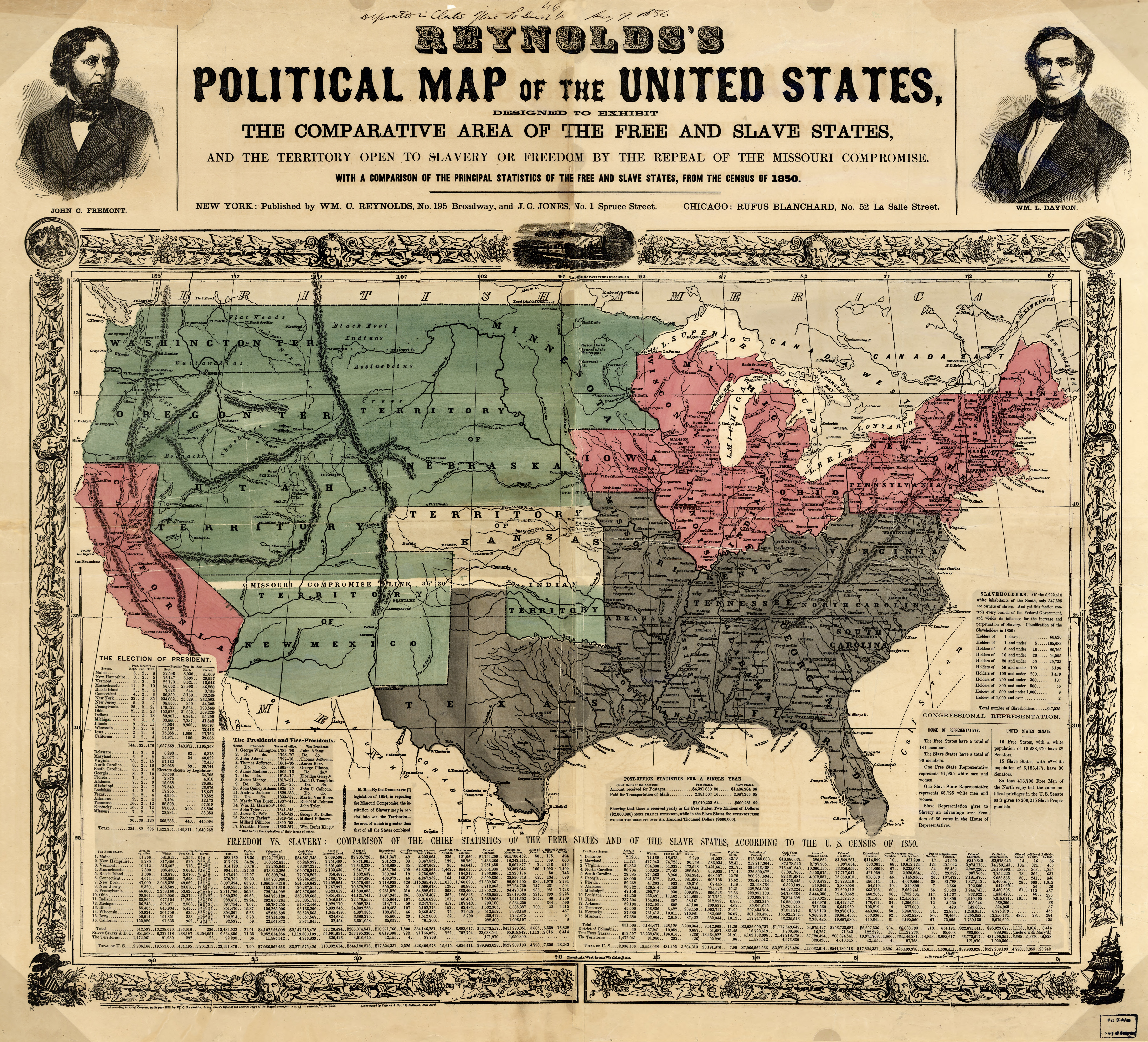
Karte des Kansas-Territoriums 1856

Lanes Regiment kam in der Schlacht von Buena Vista am 22. Februar 1847 zum Einsatz. Im Zuge der Schlacht kamen die Third Indiana Volunteers einem anderen Freiwilligen-Regiment zu Hilfe – den Mississippi Rifles unter Führung des späteren Konföderationspräsidenten Jefferson Davis. Der – auf US-amerikanischer Seite zwischen 600 und 700 und auf mexikanischer Seite fast dreitausend Tote und Verwundete kostende – Sieg war die einzige größere Kampfhandlung, an der Lane und seine Einheit teilnahmen. Da die Verpflichtung der Freiwilligen auf ein Jahr limitiert war, stellte er 1848 ein weiteres Indiana-Freiwilligenregiment auf. Nach der Kapitulation der mexikanischen Hauptstadt nahm er mit diesem dort Polizeiaufgaben wahr. Lane-Biograf Collins zufolge erfüllte er diese Aufgabe so gut, dass die Einwohner von Mexiko-Stadt ihn zum Abschied mit einer Fahne bedachten.
Aus dem Mexikanischen Krieg zurückgekehrt, verfolgte Lane – nach einer Phase einer wohl ernsthafteren Erkrankung – weiter seine politische Karriere. Bereits 1845 war er für das Amt des Vizegouverneurs von Indiana nominiert worden. 1849 wurde er von der Demokratischen Partei erneut aufgestellt und dieses Mal für eine Amtszeit von vier Jahren gewählt. Bei den Präsidentschaftswahlen von 1852 fungierte Lane als Wahlmann im Electoral College und gab seine Stimme Franklin Pierce. Im selben Jahr wurde er für den vierten Kongressbezirk von Indiana in das US-Repräsentantenhaus gewählt. Lanes Mandatszeit in Washington verlief weitgehend unauffällig. Obwohl er selbst kein Befürworter der Sklaverei war, stimmte er 1854 für den Kansas-Nebraska Act – ein Gesetz, das den Missouri-Kompromiss von 1820 zugunsten der Südstaaten modifizierte. Das neu beschlossene Gesetz legte fest, dass die Bewohner der beiden betroffenen Territorien – Kansas und Nebraska – darüber abstimmen sollten, ob das Gebiet als Sklavenhalter- oder freier Staat der Union beitritt. James Henry Lane wandte sich – nachdem er auf eine weitere Kandidatur für den Kongress verzichtet hatte – dieser Frage bald auch in einem persönlich-biografischen Sinn zu: durch die 1855 erfolgte Verlagerung seines Lebensmittelpunkts nach Kansas.

### „Bleeding Kansas“ I: Wandlung vom Demokraten zum Free-State-Befürworter (1854 bis 1856)

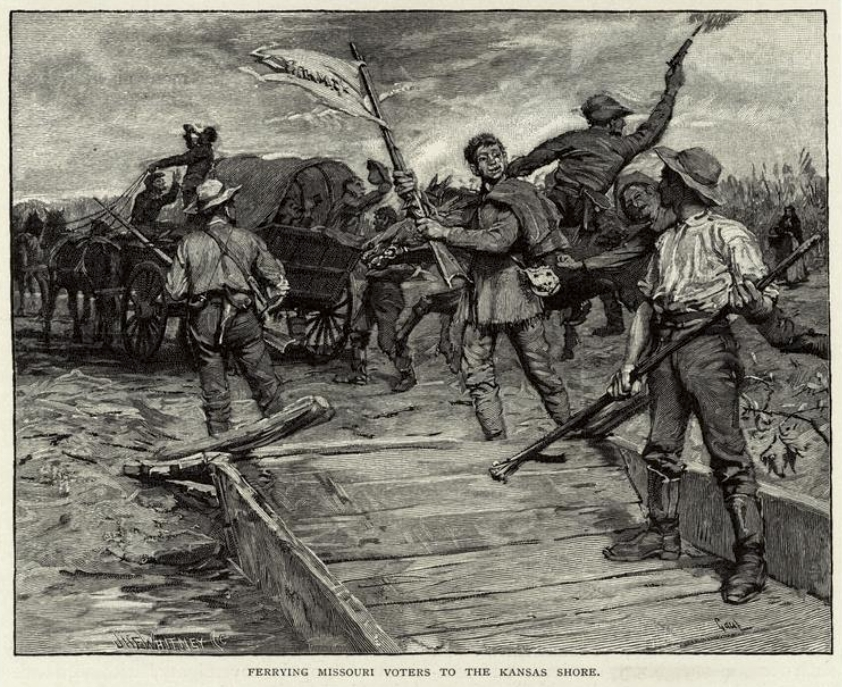
Border Ruffians überqueren den Missouri in Richtung Kansas. Zeichnung aus dem Jahr 1870

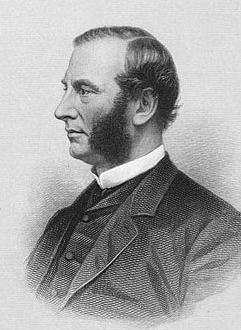
Alexander Bullock, einer der Initiatoren der New England Emigrant Aid Company

Die Verabschiedung des Kansas-Nebraska Acts löste eine Reihe unterschiedlicher Aktivitäten aus. Binnen weniger Monate eskalierten diese zu einer Abfolge vor-bürgerkriegsähnlicher Auseinandersetzungen. Der Konflikt dauerte mehrere Jahre an und wurde unter dem Begriff „Bleeding Kansas“ („Blutendes Kansas“) bekannt. Da es die Bundesgesetzgebung den Bewohnern der beiden Territorien anheimgestellt hatte, ob sie mit oder ohne Sklaverei der Union beitreten wollten, entbrannten rasch Auseinandersetzungen mit dem Ziel, die jeweils andere Seite zu majorisieren. In Nebraska, dem nördlichen der beiden Territorien, spielte die Sklaverei-Frage keine Rolle. Anders in Kansas. Bereits von der geografischen Lage her befand sich das Territorium im Schnittpunkt unterschiedlicher Interessen. Zum einen fungierte Kansas als eine Art „Extension“ für das südlich gelegene Indianerterritorium (heute: Oklahoma). Im Zug der Vertreibung der östlichen Stämme hatten sich hier zahlreiche Angehörige indigener Stämme aus dem alten Nordwesten niedergelassen. Der Westteil des Territoriums (zu jener Zeit den heutigen Bundesstaat Colorado mit umschließend) galt noch immer als große – vorwiegend von Plains-Stämmen bewohnte – „amerikanische Wüste“.
In den 1840ern und 1850ern begann sich die Situation zu ändern. Die bereits etablierten Routen – vor allem der Santa Fe Trail und der Oregon Trail – hatten zur Folge, dass auch der Anteil dauerhaft in Kansas lebender Siedler langsam anstieg. Bezüglich der Sklavereifrage spielte Kansas vor allem als westliches Anrainerterritorium zu dem Sklavenstaat Missouri eine Rolle. Nach der Verabschiedung des Kansas-Nebraska Acts und der offiziellen Freigabe für die Besiedlung versuchten beide Seiten, Bevölkerung sowie Legislative des Territoriums zu dominieren. Auf Seiten der Sklavereigegner betrachtete man den Act als zu kompensierende politische Niederlage. Die Antwort der New England Emigrant Aid Company sowie anderer abolitionistischer Organisationen war eine forcierte Besiedlungskampagne – ein Unterfangen, das von den Sklavereianhängern in Missouri mit ähnlichen Mitteln sowie der Aufstellung sogenannter Grenzschläger-Banden, der Border Ruffians, beantwortet wurde.
James Henry Lane traf mit seiner Familie im April 1855 in Kansas ein. Zur Familie gehörten neben seiner Frau Mary vier Kinder: Ellen (11), James Henry Jr. (9), Anna (5) und Jane (4). Anna starb noch im selben Jahr. Die kargen Umstände vor Ort führten auch in der Familie Lane zu Konflikten. Mary Lane trennte sich 1856 von ihrem Mann und zog mit den Kindern zurück nach Indiana. James Henry Lane – oder: Jim Lane, wie er zwischenzeitlich allgemein genannt wurde – beschrieb die Umstände der Trennung gegenüber einer befreundeten Zeitung mit den lapidaren Worten: „Mrs. Lane fand es schwierig, die Härten, Ärgernisse und Unannehmlichkeiten des Pionierlebens zu ertragen“. Mary reichte im April 1856 in Indiana die Scheidung ein mit der Begründung, sie sei verlassen und nicht unterstützt worden. Anwälte des Paares handelten ein Urteil aus, das zwei Wochen nach Einreichung der Klage erging.
Die Vorbehalte von Mary Lane gegenüber dem eher kärglichen Leben an der Grenze waren Teil eines Problems, das für die neu errichteten Siedlungen typisch war. Speziell die Kontingente der von der New England Emigrant Aid Company nach Kansas gebrachten Neusiedler taten sich schwer, mit den dortigen Herausforderungen zurechtzukommen. Stark mit Kritik bedacht wurde der mangelnde Durchhaltewille dieser Gruppe unter anderem von dem protestantischen Geistlichen Richard Cordley, der die Pionierjahre der Ansiedlung in Lawrence in einer 1895 veröffentlichten Chronik beschrieb. Unter den freistaatlich orientierten Siedlern waren diejenigen von der Ostküste indes deutlich in der Minderheit. Das Hauptkontingent der Freestater stellten Einwanderer aus dem unteren Norden – vor allem aus Indiana, Illinois und Ohio. Die wechselseitigen Vorurteile wurden durch die ebenfalls nach Kansas strömenden Ansiedler aus Missouri zusätzlich verstärkt: Während die Nordstaatler als unwissend in landwirtschaftlichen Dingen und überheblich galten, galten die Übersiedler aus Missouri allgemein als ungehobelt und ungebildet.
Politisch ging die Wandlung des vormaligen Jackson-Demokraten zu dem überzeugten Abolitionisten Jim Lane schrittweise und im Zug einer teils von Sprüngen gekennzeichneten Umorientierungsphase vonstatten. Auf einem Parteitag der Freestater 1855 sprach er sich noch für „Mäßigung, Mäßigung, Mäßigung“ aus. Über Afroamerikaner äußerte er sich bei mehreren Gelegenheiten despektierlich; die Auffassung, dass die Sklaverei zwar abgeschafft werden, Schwarze und Weiße jedoch getrennt voneinander leben sollten, vertrat Lane auch während des Bürgerkriegs. In einen Radikalen verwandelten Lane vermutlich äußere Ereignisse – vor allem der sogenannte Wakarusa War: eine von einem Border-Ruffian-Aufgebot vorgenommene Belagerung der Abolitionistenhochburg Lawrence, in deren Zug Lane als neu ernannter Brigadegeneral die Schanzarbeiten der Stadt organisierte und so den (potenziellen) Preis für die Belagerer in die Höhe trieb.

### „Bleeding Kansas“ II: Politiker und Jayhawker-Kommandeur (1856 bis 1860)

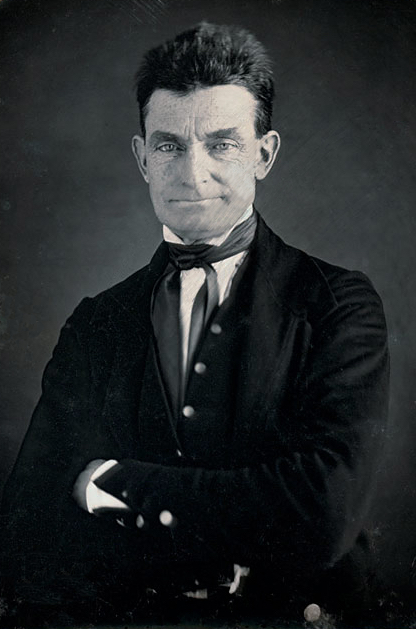
John Brown (1846 oder 1847)

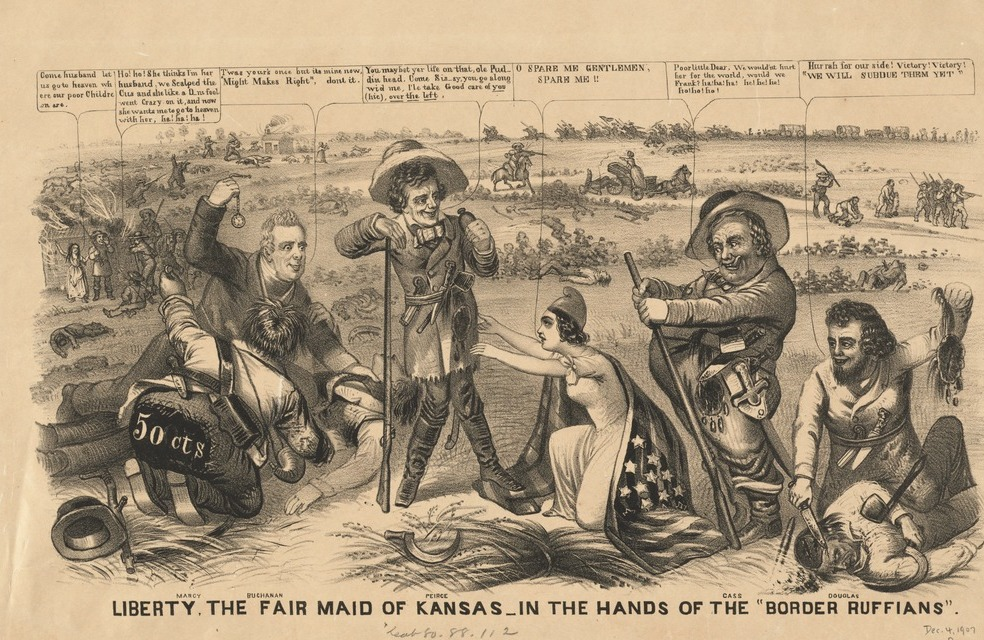
Zeitgenössische Karikatur: Liberty, the fair maid of Kansas in the hands of the border ruffians (circa 1856)

Der – wegen einer vergleichsweisen Bagatelle ausgebrochene – „Wakarusa-Krieg“ vom November 1855 endete verhältnismäßig glimpflich: mit einem Kompromiss und mit nur einem toten Freistaats-Parteigänger. Ungeachtet dessen gilt er als Auslöser jener Abfolge von Scharmützeln, die in den folgenden Jahren unter dem Stichwort „Bleeding Kansas“ berüchtigt wurden. In Sachen Legitimität waren sie geprägt durch insgesamt acht – an der Konflikteinhegung allesamt scheiternde – Territorial-Gouverneure, eine Abfolge von insgesamt vier Verfassungskonventen sowie Wahlen, die vor allem von den Pro-Sklaverei-Kräften aus Missouri mit massiven Manipulationsversuchen flankiert wurden. Auf der Ebene der militärischen Auseinandersetzungen war das Jahr 1856 der Höhepunkt der wechselseitigen Gewalt. Im Zug des sogenannten Pottawatomie-Massakers am 24. Mai 1856 töteten der abolitionistische Anführer John Brown und seine Gruppe sechs Pro-Sklaverei-Siedler aus Missouri. Im August 1856 griffen von Lane geführte Freistaatsverbände Bastionen der Sklavereianhänger in Franklin, Fort Saunders sowie Fort Titus an. Anschließend marschierten Lanes Freestate-Milizen auf die sklavereifreundliche Territorialhauptstadt Lecompton zu und befreiten dort einige Inhaftierte.
Auch auf der politischen Ebene setzte sich Lane mit immer schärferen Attacken für ein freies Kansas ein. So machte er US-Präsident Franklin Pierce persönlich für die Situation in Kansas verantwortlich und titulierte ihn in diesem Zusammenhang als „Mörder“. Auf Wahlkampfveranstaltungen für den angehenden republikanischen Präsidentschaftskandidaten Abraham Lincoln absolvierte er in den nördlichen Staaten eine Reihe von Reden, in deren Zug es ihm gelang, das nordstaatliche Publikum stark für sich einzunehmen. Bereits zwei Jahre zuvor – als die Auseinandersetzungen in Kansas begannen, intensiver zu werden – war er in die Organisation einer Siedlerroute involviert, die unter dem Namen „Lane’s Trail“ bekannt wurde, und die das von Unabwägbarkeiten gekennzeichnete Missouri nördlich umging.
In der zweiten Jahreshälfte 1857 begann sich das Blatt zugunsten der Free-State-Seite zu wenden. Die für den Oktober 1857 angesetzten Wahlen brachten aufgrund des stetigen Zustroms von Free-State-Siedlern einen sich abzeichnenden Sieg der Anti-Sklaverei-Seite. Auch für Lane persönlich brachte das Jahr 1857 eine Konsolidierung seiner Situation. Im März heirateten Mary und er erneut. Beruflich eröffnete Lane zusammen mit dem Anwalt James Christian eine Kanzlei in Lawrence. Rückschläge zu jener Zeit: eine ebenso Renommee-schädigende wie erfolglose Duell-Aufforderung an die Adresse des Illinois-Senators Stephen Douglas, der Lane des Betrugs bezichtigt hatte, und ein Streit mit dem prominenten Freistaats-Siedler Gaius Jenkins, der mit der Erschießung Jenkins’ durch Lane endete. Lane hatte das Grundstück, auf dem seine Tochter Anna begraben war, an Jenkins verkauft. Dieser hatte während Lanes Abwesenheit das Grab beseitigt. Der tödlich eskalierte Streit hatte für Lane, dem man das Gegenteil der behaupteten Notwehr nicht nachweisen konnte, zwar keine weiteren justiziellen Folgen. Allerdings erlitt seine politische Karriere in Kansas durch den Vorfall einen deutlichen Rückschlag.

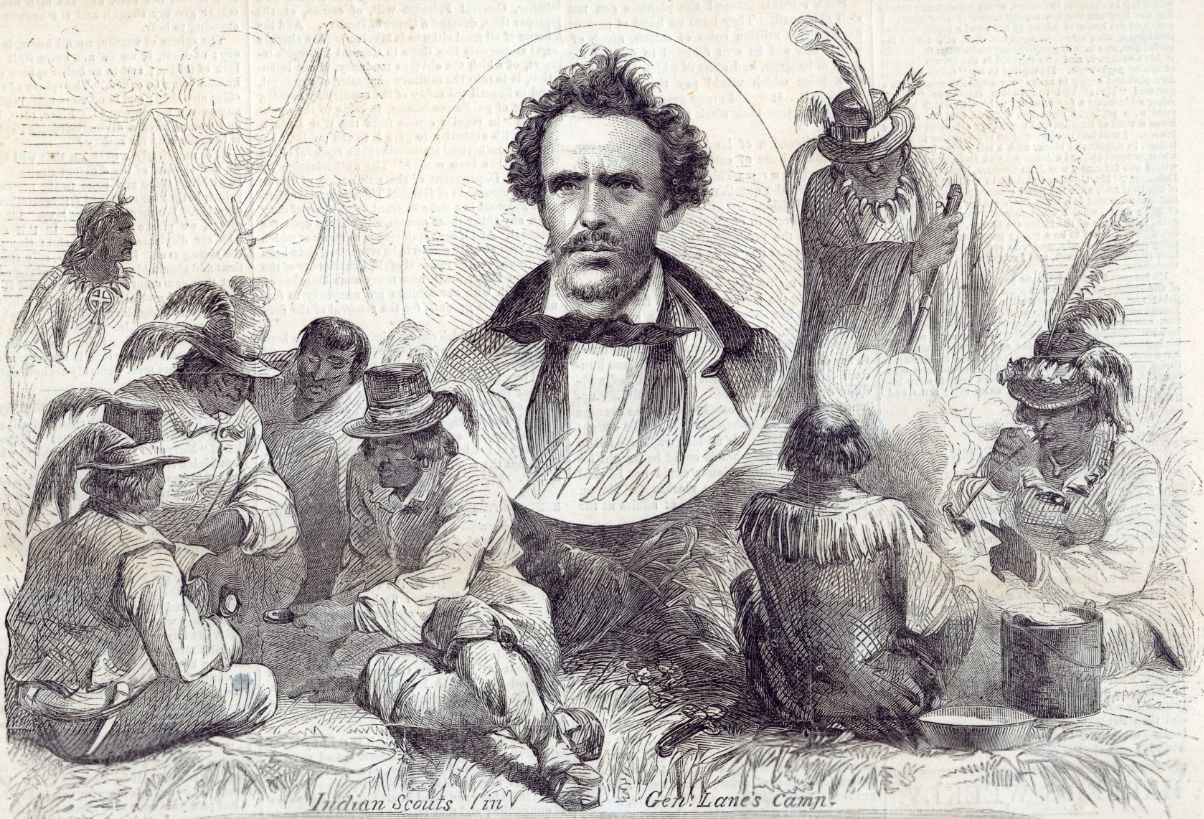
Jim Lane und Scouts. Illustration von Alexander Simplot aus Harper’s Weekly (1861)

Der „Bleeding-Kansas“-Konflikt hatte sich zwischenzeitlich in den Südosten des Territoriums verlagert. Charakterisiert war diese Phase durch wechselseitige Vertreibungsversuche: Sklavereifreundliche Border Ruffians terrorisierten zunehmend unionstreue Einwohner in West-Missouri; örtliche Jayhawker-Aufgebote in den Counties Linn und Bourbon antworteten mit der Vertreibung von Missouri-Siedlern. Örtliche Kommandeure der Jayhawker waren der Lehrer James Montgomery, der Arzt Charles Jennison sowie der Radikal-Abolitionist John Brown. Höhepunkt der erneut aufgeflackerten Feindseligkeiten war ein (nicht mit der 1864 stattgefundenen Schlacht am gleichen Fluss zu verwechselndes) Massaker nahe einer Schlucht am Marais des Cygnes River. In dessen Zug hatte ein Border-Ruffian-Aufgebot zwanzig Freistaatler zunächst gefangen genommen, elf von ihnen vor ein Ad-hoc-Tribunal gestellt und im Anschluss exekutiert. Trotz einer gouverneursseitig ausgesprochenen Amnestie für alle Straftaten in den sechs südöstlichen Counties schwelten die Auseinandersetzungen dort weiter bis zum Beginn des Bürgerkriegs.
1859 hatte James Henry – oder Jim – Lane sein politisches Schicksal eng an das von Abraham Lincoln geknüpft. Anlässlich eines im Dezember 1859 erfolgten Lincoln-Auftritts in Kansas trafen beide auch persönlich aufeinander. Unter einer freistaatlichen Verfassung wurde Kansas am 29. Januar 1861 als 34. Bundesstaat in die Union aufgenommen. Erster Bundesstaats-Gouverneur wurde Charles Robinson, ein Abolitionist und politischer Rivale Lanes. Die – sich im östlichen Drittel des Bundesstaats konzentrierende – weiße Bevölkerung belief sich zu jener Zeit auf 107.000. 11.000 davon waren in Kansas geboren; 55.000 stammten aus nördlichen Bundesstaaten wie Indiana, Illinois, Ohio, Pennsylvania oder Iowa, über 11.000 aus Missouri und rund 6.500 aus Kentucky.

### Als Senator in Washington (1861)

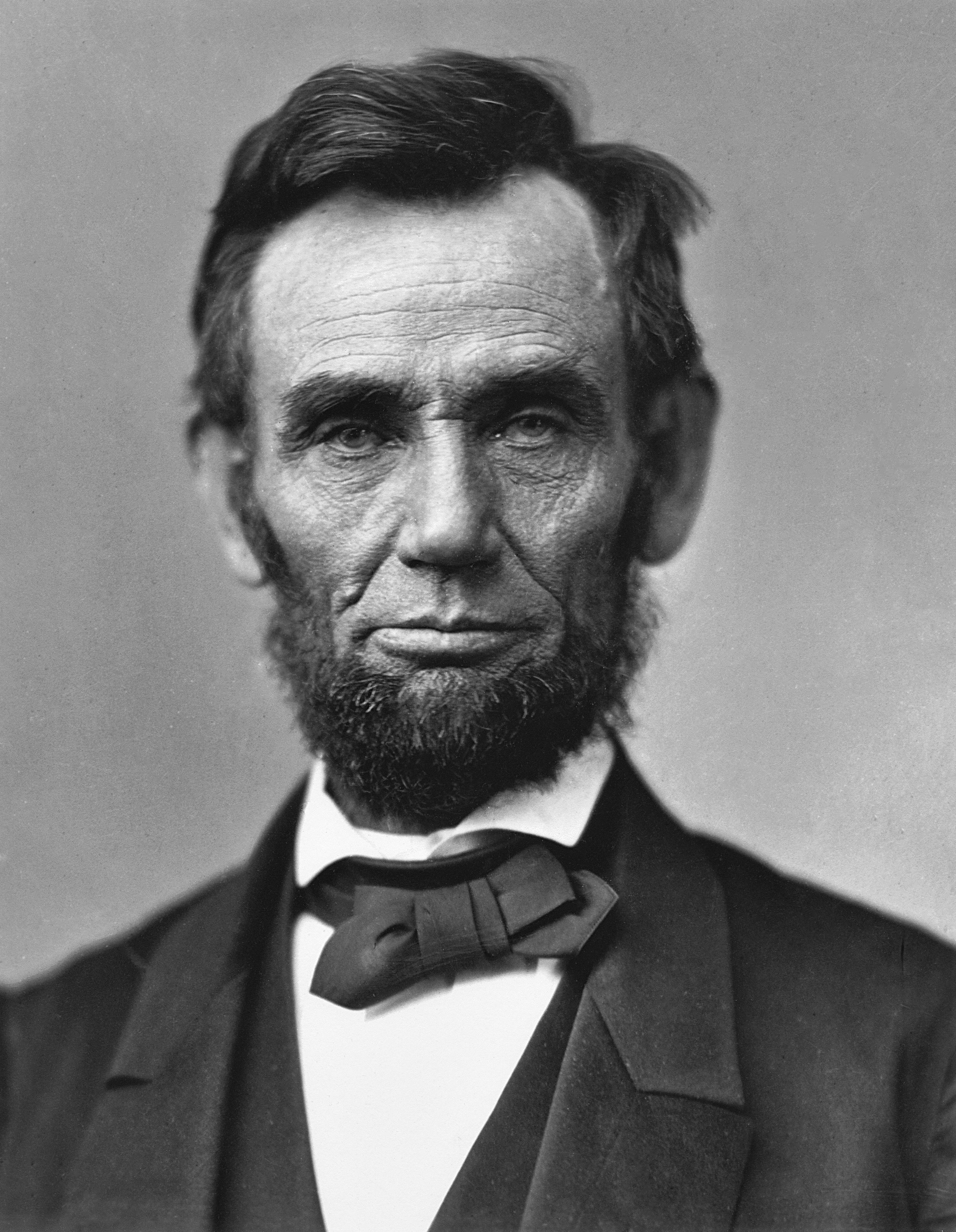
Abraham Lincoln (1863)

Die Legislative des neuen Bundesstaats trat am 23. März 1861 in Topeka zusammen. Lane, zwischenzeitlich fast verarmt, bewarb sich um ein Senatsmandat und wurde – zusammen mit dem Begründer der New England Emigrant Aid Company, Samuel C. Pomeroy – als Senator in den US-Kongress gewählt. Seine Positionen im Hinblick auf den sich abzeichnenden Austritt der Südstaaten aus der Union waren von Widersprüchlichkeit gekennzeichnet: Einerseits plädierte er für einen kurzen, entschlossenen Kampf, andererseits für ein Bündnis mit Missouri, das einen gegenseitigen Austausch landwirtschaftlicher Produkte mit beinhalten solle. Andererseits hatte er Lincoln unmittelbar nach dessen Wahl „1000 echte Kansas-Bewohner“ angeboten, um dessen Amtseinführung zu schützen. Konkreter Vorschlag: ein drei Regimenter umfassender Freiwilligen-Verband, der binnen 30 Tagen bereits stehen könne.
Nach der Einnahme von Fort Sumter durch die Konföderierten sowie Lincolns Aufruf an die Bundesstaaten, 75.000 Freiwillige zu stellen, befand sich die Bundeshauptstadt über Wochen in einer militärisch exponierten Situation. Das unmittelbar angrenzende, südlich des Potomac gelegene Virginia war kurz davor, der Konföderation beizutreten. Die Unionstreue des östlich der Hauptstadt gelegenen Maryland war zu jenem Zeitpunkt fraglich. Umgehend organisierte Lane eine 78 Mitglieder umfassende Grenzwache, welche im Weißen Haus Position einnahm und mehrere Tage im East Room biwakierte. Nach dem Eintreffen regulärer Unionstruppen wurde Lanes Frontier Guard mit der Bewachung der Marinewerft sowie der Brücken über den Potomac beauftragt. Die restlichen Aktivitäten der Frontier Guard bewegten sich eher im temporären Bereich – wie beispielsweise die Entsendung einer Aufklärungskompanie nach Virginia, welche mit einer erbeuteten Rebellenfahne zurückkehrte.
Im Mai befand sich Lane wieder in Kansas. Obwohl der frisch der Union beigetretene Bundesstaat von Lincolns Freiwilligen-Dekret ausgenommen war, hatte Gouverneur Robinson drei Freiwilligen-Regimenter aufgestellt: die erste Kansas-Infanterie (unter Colonel George W. Deitzler), die zweite (unter Colonel Robert B. Mitchell) und die dritte unter James Montgomery. Auf der zivilen Seite hatte der ausgebrochene Krieg zur Folge, dass immer mehr unionstreue Bewohner aus Missouri und Texas nach Kansas flüchteten. Bis zur ersten Juniwoche hatten 98 Familien in Fort Scott Zuflucht gesucht.
Die Situation in Missouri war 1861 von einer sowohl zivilen als auch militärischen Patt-Situation geprägt. Aufgrund des zahlenstarken, vielfach aus deutschen Einwanderern bestehenden Bevölkerungssegments in der Großregion St. Louis hatte ein provisorisches Staatsparlament zwar seine Treue zur Union bekräftigt. Der Gouverneur des Staates, Claiborne F. Jackson, sympathisierte allerdings mit dem Süden, genauso wie Sterling Price, der oberste Befehlshaber der Staatsmiliz. Price, im Zivilleben Tabakplantagen-Besitzer und Sklavenhalter, zählte zu jenen Einwohnern Missouris, die während des „Bleeding-Kansas“-Konflikts die Border Ruffians tatkräftig unterstützt hatten. Im Zug einer Abfolge teils handstreichartig durchgeführter Operationen gelang es den örtlichen Unions-Kommandeuren, Missouri für die Union zu sichern. Militärische Folge war ein Bewegungskrieg, der in der Hauptsache von zwei gegnerischen Staatsmilizen ausgerichtet wurde – der (südstaatlichen) Missouri State Guard von Sterling Price und der unionistischen, neu aus dem Boden gestampften Missouri Home Guard unter dem unionistischen Befehlshaber Nathaniel Lyon.
Da Kansas von den ausgebrochenen Kriegshandlungen in Missouri unmittelbar betroffen war, bewarb sich Lane in Washington um ein militärisches Kommando. Kriegsminister Cameron setzte sich bei Lincoln für eine möglichst unorthodoxe und umgehende Ermächtigung von Lane ein. Cameron: „Wir brauchen die Dienste eines solchen Mannes dort draußen sofort. Wir sollten ihn am besten noch heute zum Brigadegeneral der Freiwilligen ernennen und ihn mit der Befugnis losschicken, eine Truppe aufzustellen.“ Und weiter: „Sagen Sie ihm, wenn er anfängt, es in die Wege zu leiten, soll er nicht hierher zurückschreiben oder telegrafieren, sondern es einfach tun.“
Im Juni 1861 ernannte Lincoln Lane zum Brigadegeneral. Aufgrund der Regelung, dass Senatoren eigentlich keine militärische Funktion ausüben durften, sorgte die Ernennung für anhaltende Kritik. Verschärft wurde diese durch den Umstand, dass Lane seine Ernennung in der Presse lanciert und sich in diesem Zug selbst als Brigadegeneral bezeichnet hatte. Lane zog sich in der Affaire schließlich auf den Standpunkt zurück, dass er die Ernennung zwar implizit und praktisch angenommen, dieser jedoch nicht explizit-formell zugestimmt habe. Die Angelegenheit um die Legitimität seines militärischen Rangs beschäftigte Lane bis ins Folgejahr. Obwohl auch Unionsarmee-Oberbefehlshaber Winfield Scott die Position vertrat, dass Lane nicht gleichzeitig Senator und Brigadegeneral sein könne, entschied der Justizausschluss des Senats am 16. Januar 1862 schließlich zugunsten von Lane.

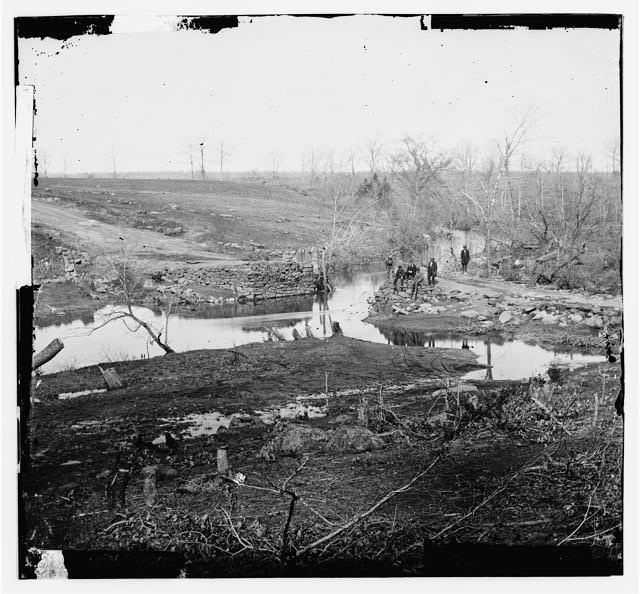
Schlachtfeld am Bull Run (Juli 1861)

Am 21. Juli 1861 fand sich James Henry Lane – zusammen mit den beiden Senatoren Benjamin F. Wade und Henry Wilson – auf einem Aussichtshügel oberhalb des Schlachtfelds der Ersten Schlacht am Bull Run ein. Mit der Bekundung, an den Kämpfen teilnehmen zu wollen, setzte er sich ab und war – wie Zeugen berichteten, in ziemlich derangierter Verfassung – Teil des in fluchtartiger Manier vorgenommenen Rückzugs der Unionstruppen. Am 25. Juni stimmte er im Kongress für die Crittenden–Johnson-Resolution mit dem Inhalt, dass der Krieg lediglich zur Erhaltung der Union geführt werde. In der Folge modifizierte Lane diese moderate Position allerdings durch die Aussage, er hege nicht die Absicht, das Eigentum der Sklavenhalter zu schützen. Darüber hinaus sprach er sich für harte Vergeltungsmaßnahmen gegenüber Missouri aus.

### Als Jayhawker-Anführer: Lane’s Brigade im Bürgerkrieg (1861 und 1862)

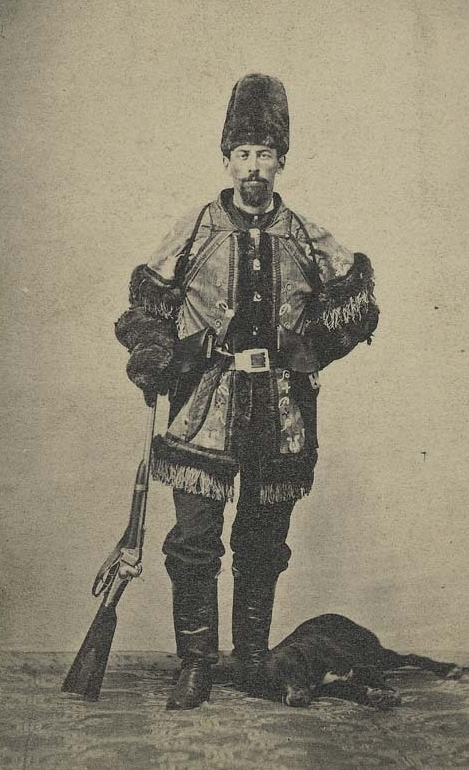
Charles Jennison (vor 1861)

Militärisch gesehen nahmen die – informell unter der Bezeichnung Lane’s Brigade firmierenden – Einheiten lediglich in randständiger, flankierender Form Einfluss auf den Verlauf der Kämpfe in Missouri. Hauptgrund hierfür war, dass der Bewegungskrieg, der sich 1861 auf dem Kriegsschauplatz in Missouri entwickelte, von regulären (oder wenigstens semi-regulären) Verbänden geprägt war, und das Kriegsglück zumindest zu Anfang auf Seiten der Union war. Im Gegenzug war die Organisation der – zwischenzeitlich auf sechs Regimenter aufgestockten – Kansas-Streitkräfte stark von Fluktuation sowie teils unklaren Zuständigkeiten gekennzeichnet. Die Gesamt-Mannstärke belief sich im Jahr 1862 auf rund 2.500. Direkt unter Lanes Kommando stand die Hälfte – die 3rd, 4th und 5th Kansas Volunteers. Das Offizierskorps – darunter James Montgomery und James G. Blunt beim dritten sowie John Ritchie beim fünften – setzte sich großteils aus Veteranen der „Bleeding-Kansas“-Kämpfe zusammen. Als zusätzliche Einheiten hatte Gouverneur Robinson ein Regiment Home Guards aufgestellt unter der Leitung von Charles Jennison.
Lose an diese – unter dem Namen Jennison’s Kansas Jayhawkers firmierende – Heimatschutz-Truppe angebunden war eine Kundschaftereinheit. Die unter der Bezeichnung Red Legs bekannt gewordene Scout-Formation umfasste vermutlich nie mehr als hundert Mitglieder. Allerdings war sie ein treibender Faktor im Rahmen der fortan stetig ansteigenden Eskalation der Kriegsführungs-Mittel. Nach dem Bürgerkrieg rühmten sich einige Wildwest-Prominente, während des Bürgerkriegs Mitglieder der Red Legs gewesen zu sein – darunter „Buffalo Bill“ Cody und „Wild Bill“ Hickok. Befehlshaber dieses volatilen Verbands waren Charles Jennison, James Blunt und George H. Hoyt – ein junger Anwalt, der John Brown im Prozess nach seinem Überfall auf Harpers Ferry verteidigt und Brown in dem Zug eine Befreiungsaktion angeboten hatte.

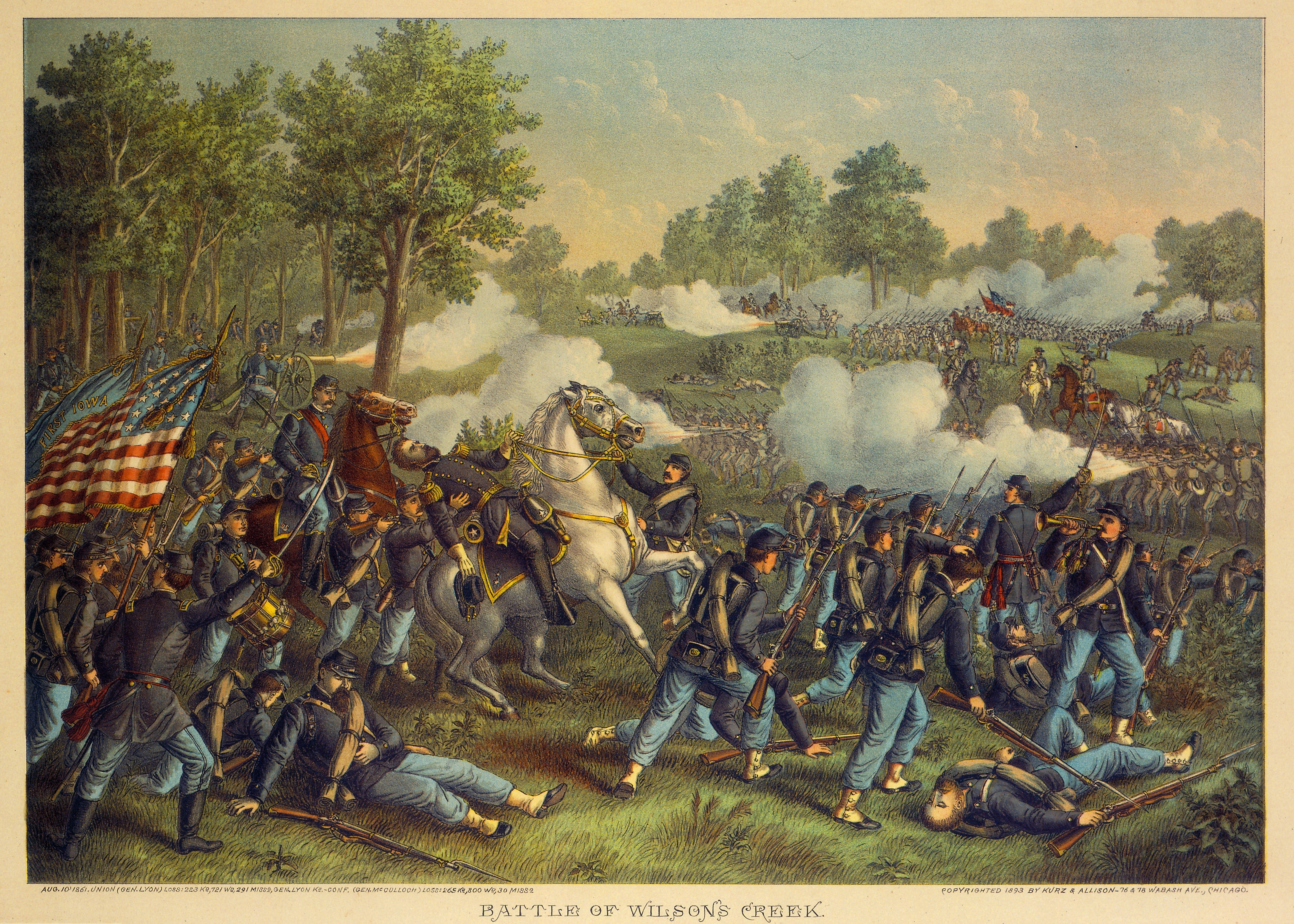
Schlacht bei Wilson’s Creek

Ausgangspunkt der militärischen Aktivitäten, die Lanes Brigade im Sommer und Herbst 1861 entfaltete, war die Bedrohung, welche – zwischenzeitlich wieder – von Sterling Prices konföderierter Armee ausging. Nach der Niederlage der Unionskräfte bei Wilson’s Creek war Price nach Zentral-Missouri vorgestoßen und bedrohte so indirekt auch die unionistischen Bastionen in Kansas. Eine noch unabwägbarere Gefahr bildeten die konföderierten Guerilla-Formationen im westlichen Missouri. Begünstigt durch die repressive Politik der unionistischen Militärführung in Missouri und geografisch abgeschnitten von den regulären konföderierten Streitkräften, avancierten die unter dem Namen Bushwhacker (übersetzt etwa: Strauchdiebe) bekannten Guerillagruppen zu Hauptakteuren in einem schmutzigen Krieg, der für den Bürgerkriegsverlauf in Missouri bald kennzeichnend sein sollte.
Da die Bewohner des dünn besiedelten, geografisch jedoch exponierten Südostens von Kansas eine Invasion von Prices Armee befürchteten, begab sich Lane mit seiner Brigade nach Fort Scott in der Absicht, mit Prices Verbänden die direkte Auseinandersetzung zu suchen. Höhepunkt dieser Kampagne war die Schlacht von Dry Wood Creek – vom Ausmaß her eher ein Geplänkel, in dessen Verlauf es den Konföderierten gelang, dem Verband unter Lane eine Herde mit Pferden und Maultieren wegzunehmen. Die Schlacht endete mit einem zeitweiligen Rückzug der Jayhawker aus Missouri; in Zug dieses Rückzugs beging Lanes Brigade allerdings eine Reihe von Überfällen sowie Plünderungen.
Verbal changierte Lane auch in seiner Funktion als Vor-Ort-Kommandierender zwischen moderaten und radikalen Tönen. Am 19. September richtete er eine Proklamation an die Bürger von Missouri, seine Kansas-Brigade sei lediglich deswegen nach Missouri gekommen, um die Rebellion niederzuschlagen. Obwohl er sich einerseits gegen Diebstahl und Raub von Zivileigentum aussprach, gab er andererseits die Absicht kund, seine Brigade vom Feind ernähren zu lassen. Zum umstrittenen Höhepunkt von Lanes Missouri-Kampagne avancierte die zusammen mit Einheiten von Jennisons Jayhawkers vorgenommene Plünderung der Kleinstadt Osceola, in deren Zug Lanes Leute nicht nur plünderten, die Stadt niederbrannten und „Konterbande“ (bürgerkriegsgeläufige Umschreibung für Sklaven) befreiten, sondern acht der Sympathie für die Konföderation verdächtige Einwohner vor ein Tribunal stellten und im Anschluss exekutierten.
Die Kampagne in Missouri brachte Lane in Konflikt mit Militärkommandeuren, die in der Hierarchie der Unions-Befehlskette über ihm rangierten. Während einige – darunter der zeitweilige Oberbefehlshabende in Missouri, John Frémont – bezüglich der Kriegsführungsweise grundsätzlich mit Lane übereinstimmten, unterzogen andere – darunter Samuel R. Curtis als Lanes direkter militärischer Vorgesetzter – die Vorgehensweise der Jayhawker-Einheiten mit zum Teil harscher Kritik. Bezüglich Osceola verfasste Lane an Frémont einen Bericht, in welchem er den Ablauf der Operation deutlich schönfärbte. Gegenüber Curtis hingegen vermeinte er lapidar: „Ich gebe zu: Meine Leute haben Unrecht getan.“
Dass Lane mit seinem Militärkommando zunehmend ins Abseits geriet, hing unter anderem auch mit der Rivalität zwischen Lane und dem amtierenden Gouverneur, Charles Robinson, zusammen. Robinson monierte vor allem Lanes eigenmächtige Sklavenbefreiungs-Aktionen. Der Streit eskalierte dahingehend, dass Robinson via einer direkt an Präsident Lincoln gerichteten Petition die Absetzung von Lane forderte. Lane revanchierte sich dahingehend, dass er Bestrebungen zu einer Gegenkandidatur zu Robinson bei den anstehenden Gouverneurs-Neuwahlen unterstützte. Seitens der nationalen Presse wurde Lane zwischenzeitlich als der „Befreier von Kansas“ hingestellt. Die Harper’s-Weekly-Ausgabe vom 23. November 1861 erschien mit einer Illustration von Lane auf dem Titel. Eine nicht unmaßgebliche Unterstützung genoss er darüber hinaus auch bei der Bevölkerung von Kansas sowie den Nordstaaten allgemein.

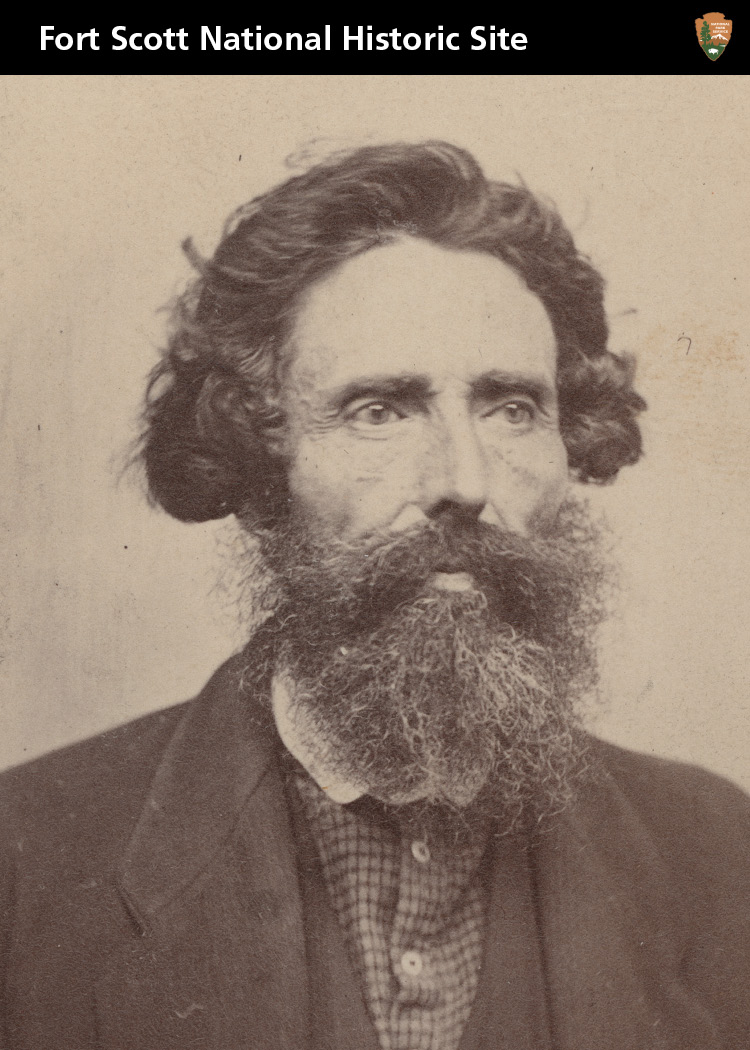
James Montgomery

Im Herbst 1861 intensivierten sich die Kampfhandlungen zwischen Jayhawkers und Bushwhacker-Guerilla erneut. Am 14. Oktober 1861 plünderten konföderierte Verbände die Stadt Humboldt. Im Gegenzug brannten Jayhawker-Verbände Anfang Dezember die Städte Papinville und Butler im grenzseitig gelegenen Bates County nieder. Ein zusätzliches Problem war, dass die Bushwhacker zwischenzeitlich Zulauf erhielten von Abgängen aus Prices Armee. Unions-General Sherman bewertete diese Gefahr sogar als schwerwiegender als die Aktivitäten der Bushwhacker-Gruppen. Sherman: „[…] Letztere können aufgespürt werden, während erstere jetzt auf Farmen verstreut leben und sehr friedlich sind – aber wenn eine Brücke niedergebrannt werden soll, sind sie da.“ Eine ähnliche Warnung richtete James Montgomery in einem Brief an Lane. Inhalt: die neu entstandene Lage stelle eine zusätzliche Erschwernis dar in dem Bemühen, die Guerillabanden zu lokalisieren.
Zur Jahreswende 1861/62 kamen die militärischen Oberkommandeure auf dem westlichen Kriegsschauplatz überein, den Kansas-Truppen eine deutlich defensivere Rolle zuzuweisen. Nach begrenzten Vorstößen in Richtung Kansas City und Independence wurde Lanes Brigade in unterschiedlichen Winterlagern entlang der Grenze zu Missouri konzentriert. Zum Oberbefehlshaber des neuen Militärdepartements Kansas avancierte Brigadegeneral James W. Denver. Denver hatte bereits in seiner Funktion als Territorial-Gouveneur Lanes Befugnisse in Zweifel gezogen; Lane hatte Denver daraufhin als Verleumder, Meineidigen und Tyrann bezichtigt. Eine eher ungünstige Meinung über die Nützlichkeit von Lanes Brigade hegte auch der 1862 neu eingesetzte Oberbefehlshaber auf dem Kriegsschauplatz Trans-Mississippi, General Henry W. Halleck. Halleck: „Das Verhalten unserer Truppen während des Feldzugs von Frémont und insbesondere der Kurs, den die Truppen unter Lane und Jennison eingeschlagen haben, hat viele Tausende ehemaliger Unionsbürger gegen uns aufgebracht. Ein paar weitere solcher Überfälle in Verbindung mit ultimativen Reden im Kongress werden Missouri so einmütig gegen uns aufbringen wie Ostvirginia.“

Akteure auf dem Bürgerkriegsschauplatz Kansas und Missouri
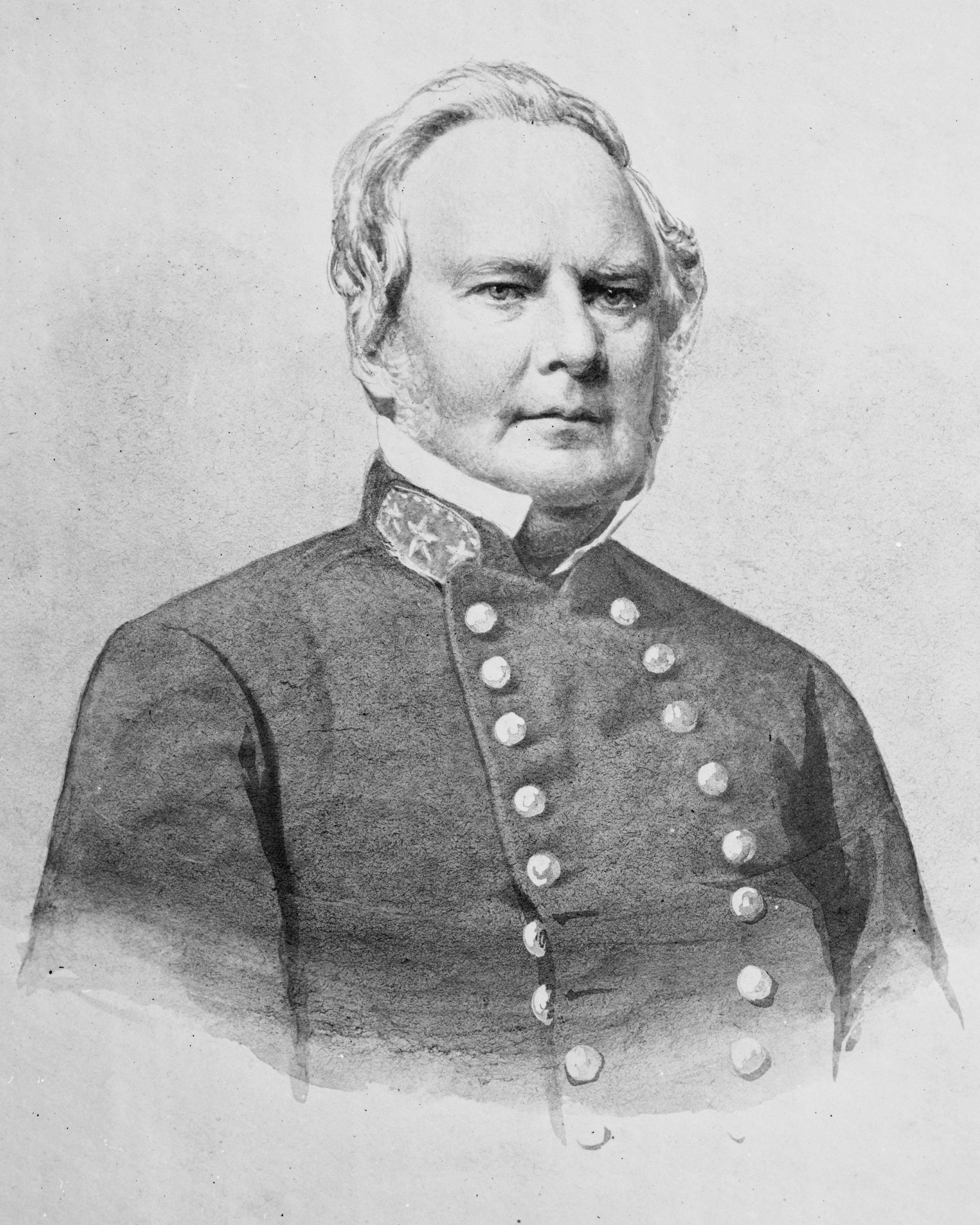
Sterling Price
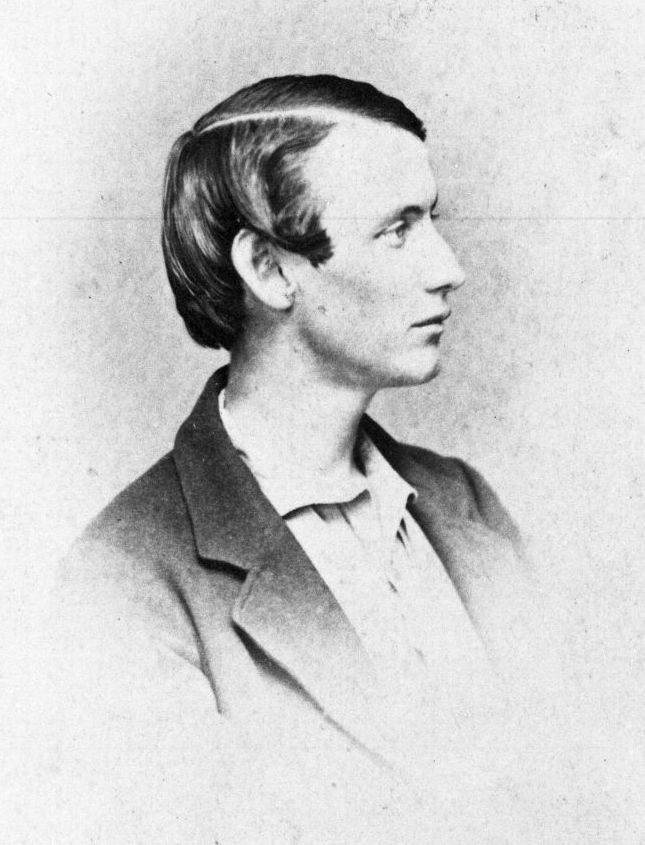
George H. Hoyt
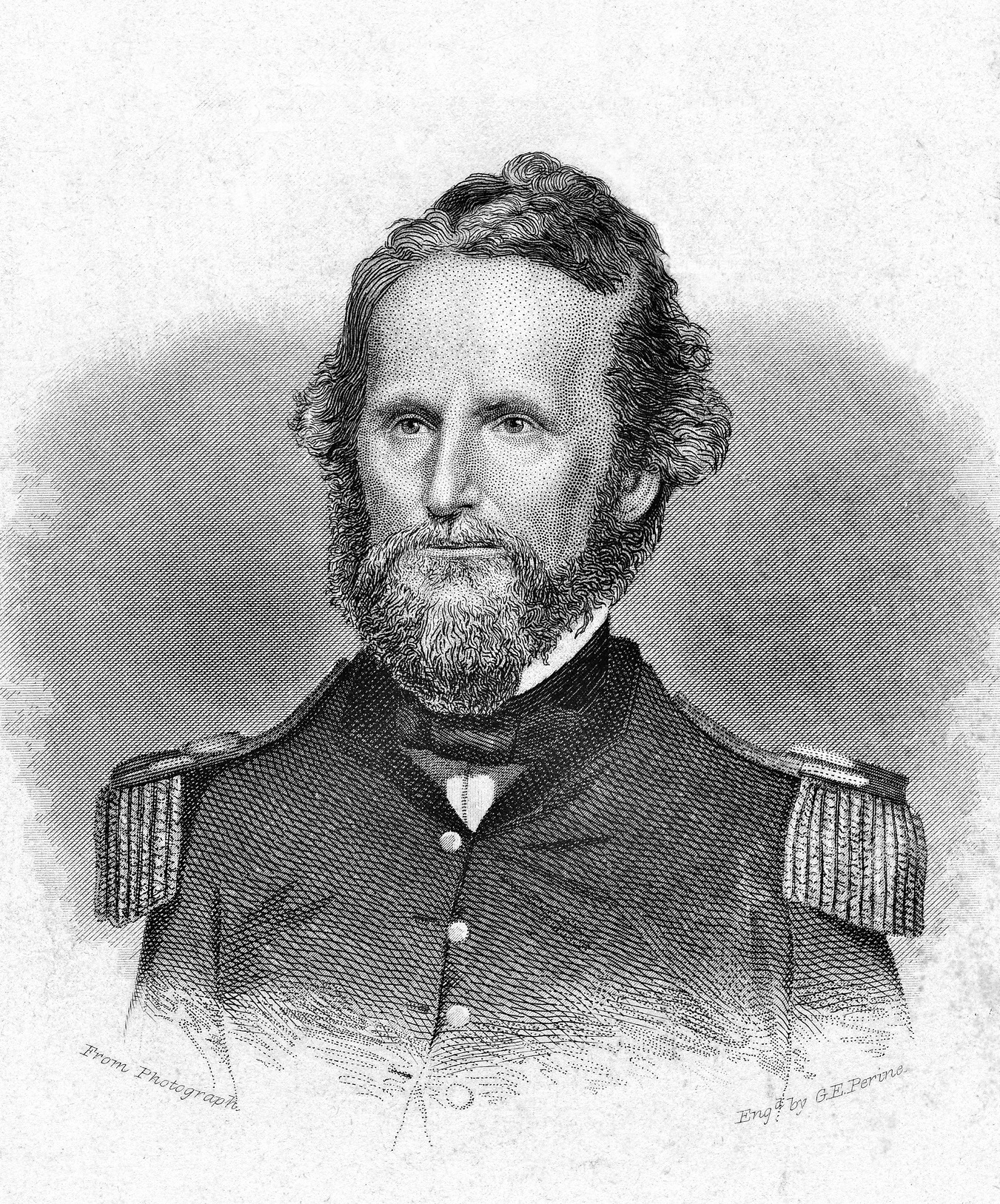
Nathaniel Lyon
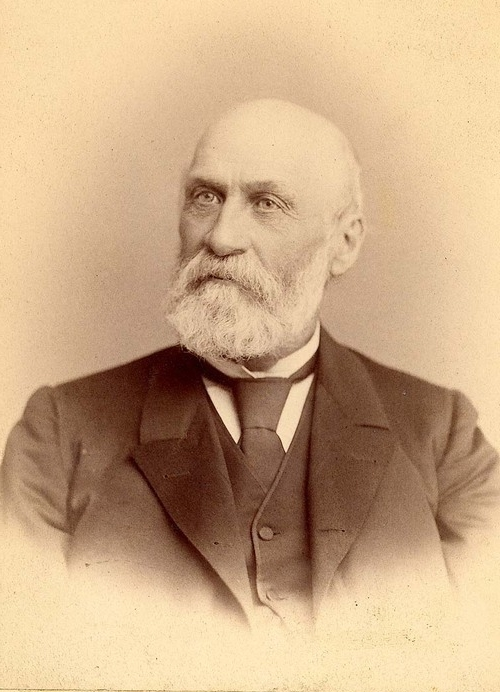
Charles Robinson
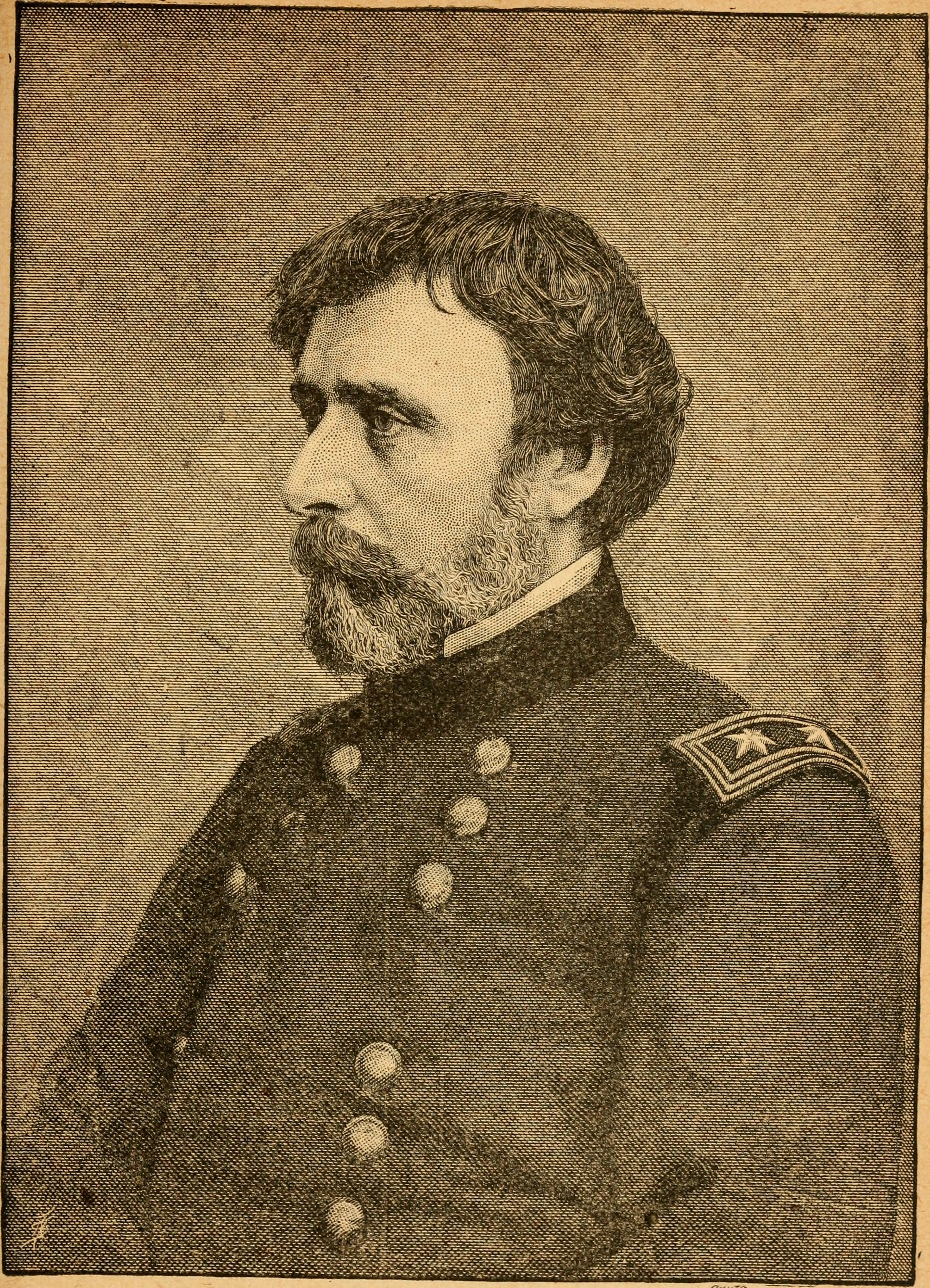
John C. Frémont
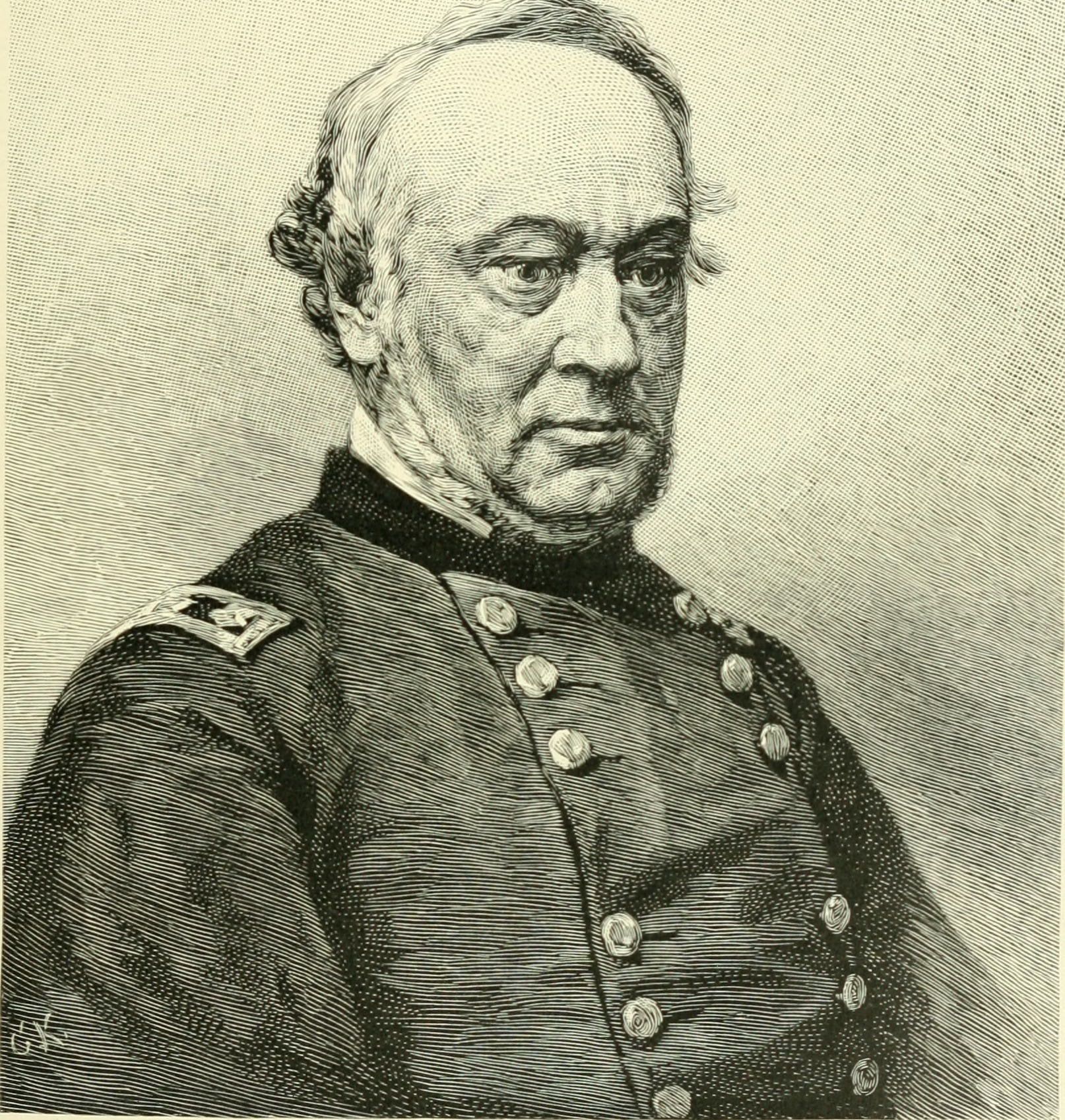
Henry W. Halleck
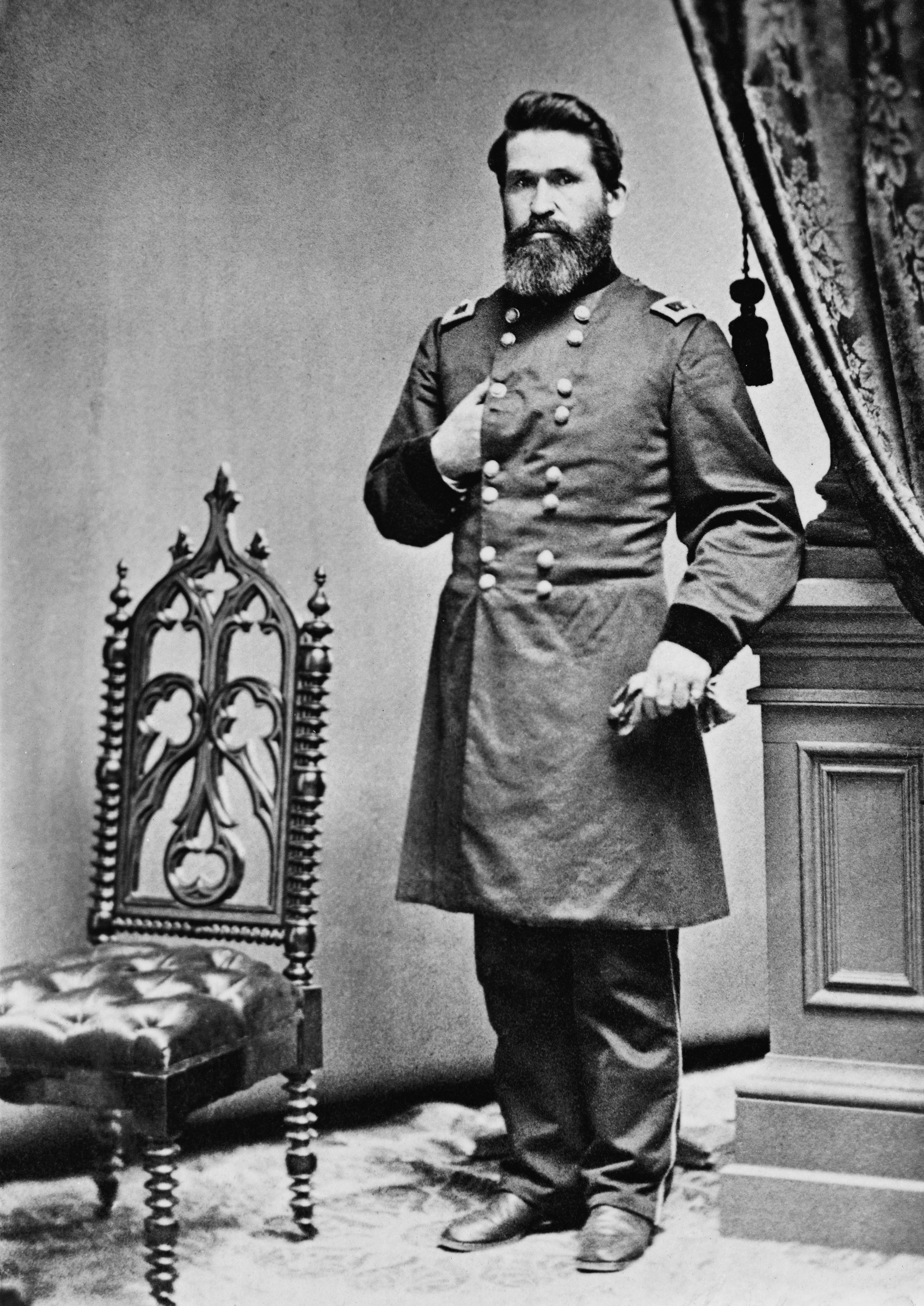
James G. Blunt
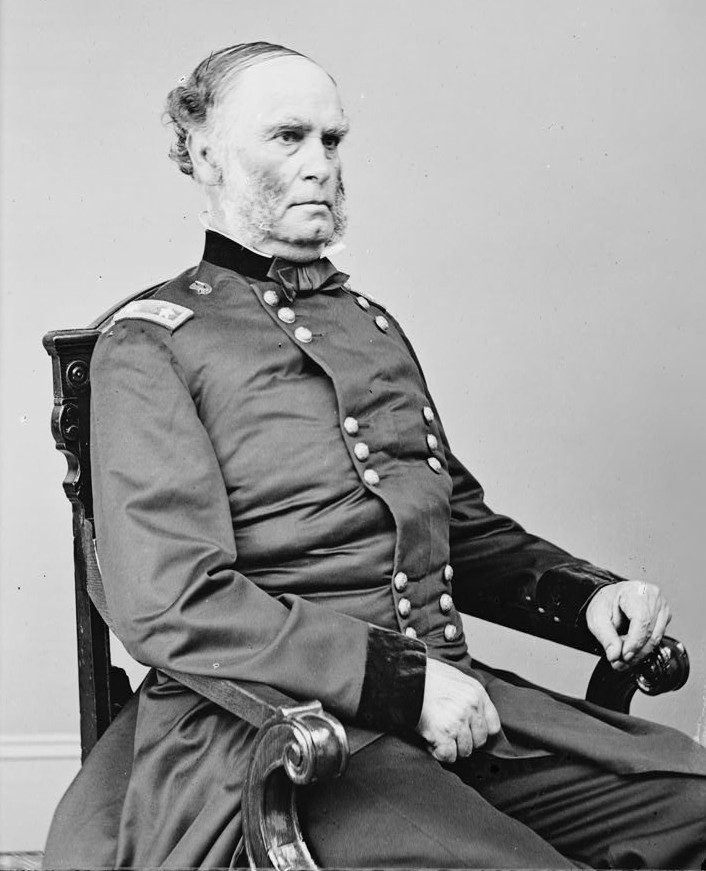
Samuel Curtis
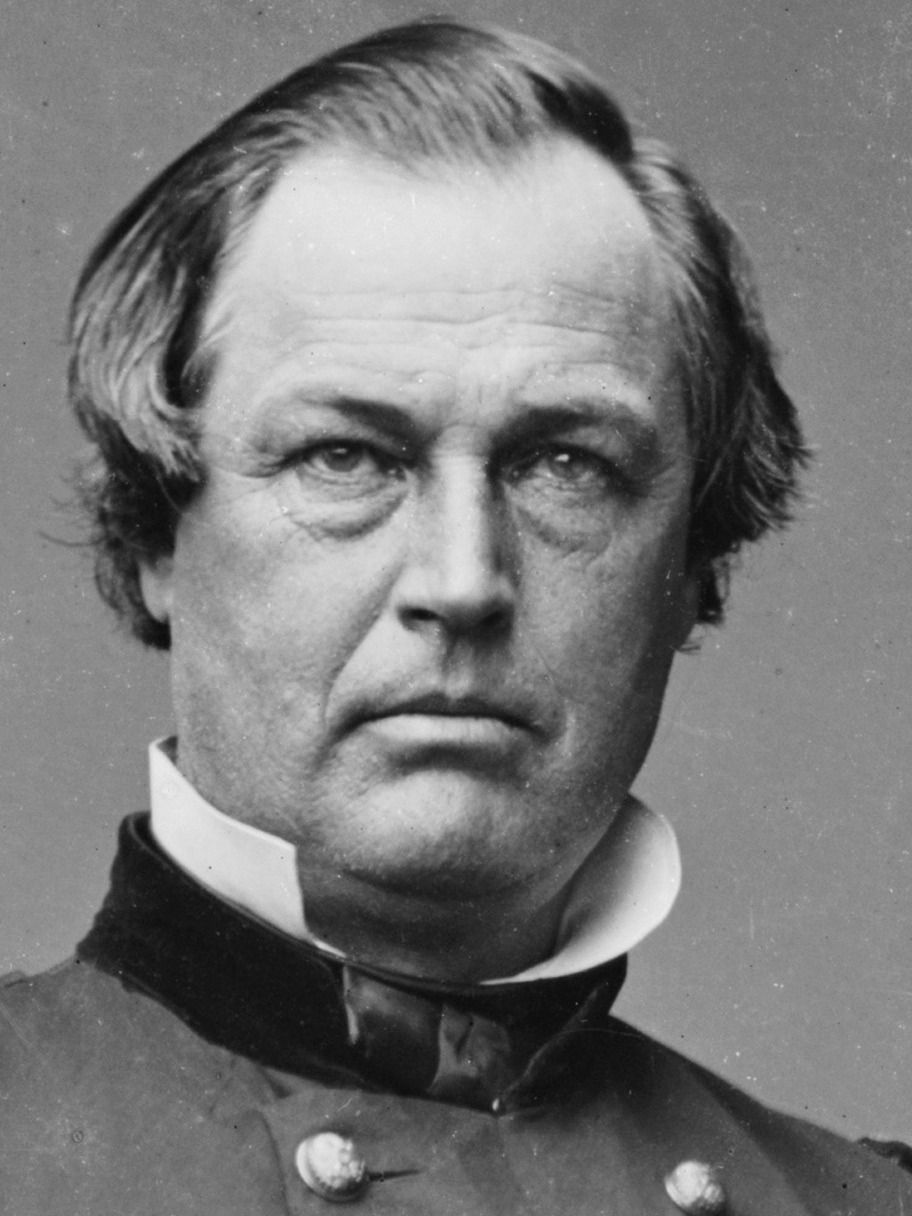
James W. Denver
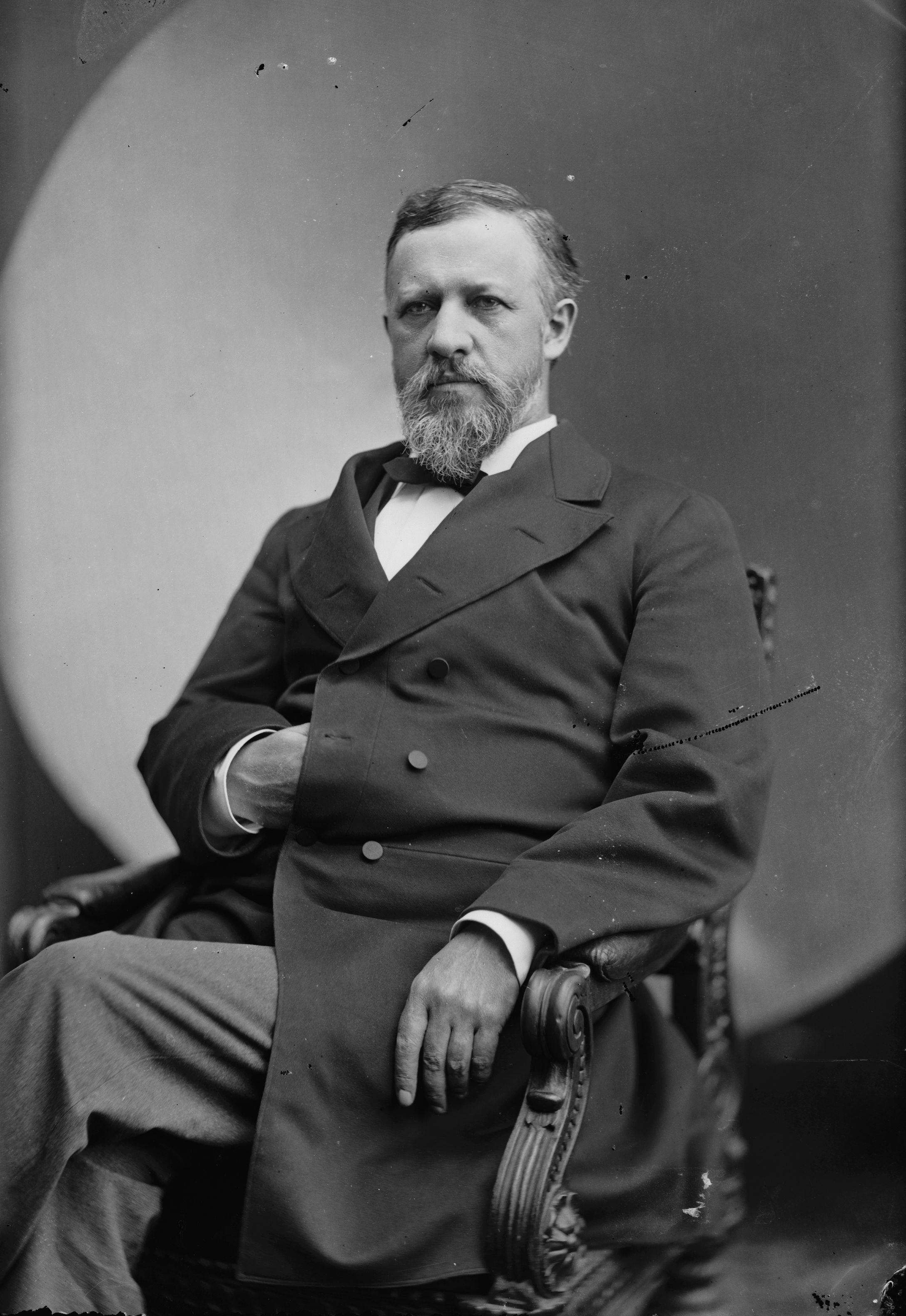
Thomas Ewing

### Aktivitäten im späteren Bürgerkriegs-Verlauf (1862 bis 1865)
Zum Jahresbeginn 1862 verweilte Lane im Osten. Dort versuchte er, seinen ramponierten Ruf geradezurücken und sich erneut (mehr) militärische Bewegungsfreiheit zu verschaffen. Anlässlich mehrerer Reden kehrte er hervor, dass seine Verbände – anders als die unionischen Truppen unter Lyon in Missouri – tatsächlich Konfiszierungen getätigt hätten, anstatt diese lediglich anzudrohen. Erneut betonte er, dass seine Einheiten nicht gegen die Sklaverei kämpften, sondern vielmehr für die Freiheit. Ebenso griff er seine idee wieder auf, die ehemaligen Sklaven nach dem Bürgerkrieg in Südamerika oder South Carolina anzusiedeln, wo sie getrennt von den Weißen leben könnten. Ein Zusammenleben von Schwarz und Weiß hingegen lehne er ab – auch, weil es in diesem Fall unweigerlich zu Mischehen käme.
In militärischer Hinsicht antichambrierte Lane für eine neue Idee: eine großangelegte, unter seinem Oberbefehl stehende Expedition in den Westen der Konföderation. Auch nach seiner Rückkehr nach Kansas Ende Januar setzte sich Lane wiederholt für diese Idee ein. Konkret sollte die anvisierte Streitmacht 30.000 Mann umfassen und unabhängig von Denvers regulären Kansas-Truppen agieren. Unter anderen Koordinaten wurde diese Idee seitens der Unions-Militärentscheider zwar weiter verfolgt – Lane als Oberkommandierender spielte in diesen Planspielen jedoch nur randständig eine Rolle. Zu einem späteren Zeitpunkt in die Tat umgesetzt wurden militärische Vorstöße nach Arkansas, in deren Zug nördliche Teile des Bundesstaats von Unionstruppen gesichert wurden. Höhepunkt dieser Kampagne war die Schlacht bei Prairie Grove am 7. Dezember 1862, an der auch Einheiten aus Lanes Brigade unter dem Kommando von James Blunt teilnahmen.
Im Frühjahr 1862 avancierte Jim Lane zum Rekrutierungsbeauftragten der US-Armee in Kansas. In dieser Funktion leitete er die Aufstellung des 11., 12. und 13. Kansas-Regiments. Darüber hinaus stellte er ein aus Afroamerikanern bestehendes Regiment auf – die 1st Kansas Colored Infantry. Obwohl es zu der Zeit noch kein offizielles Mandat gab für die Aufstellung farbiger Einheiten, leitete Lane deren Bewaffnung und Uniformierung in die Wege. Bereits im Oktober 1862 absolvierte das neue Regiment erfolgreich Kämpfe gegen Guerillas aus Missouri.

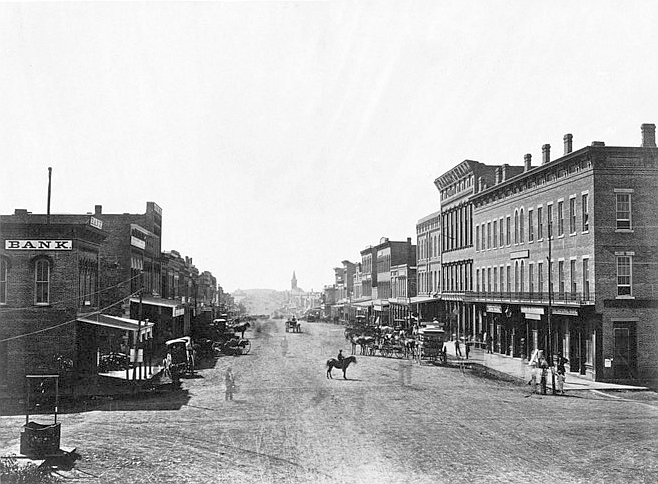
Lawrence, Kansas (1867)

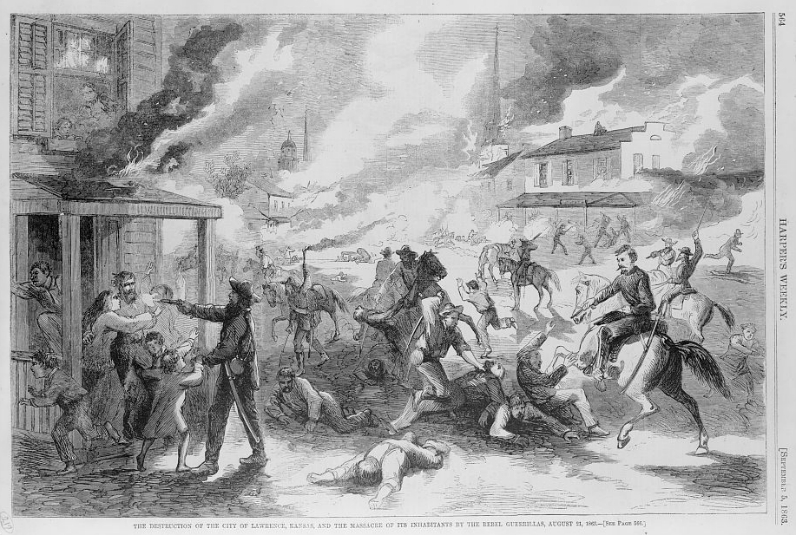
Zeichnung: das Massaker von Lawrence 1863

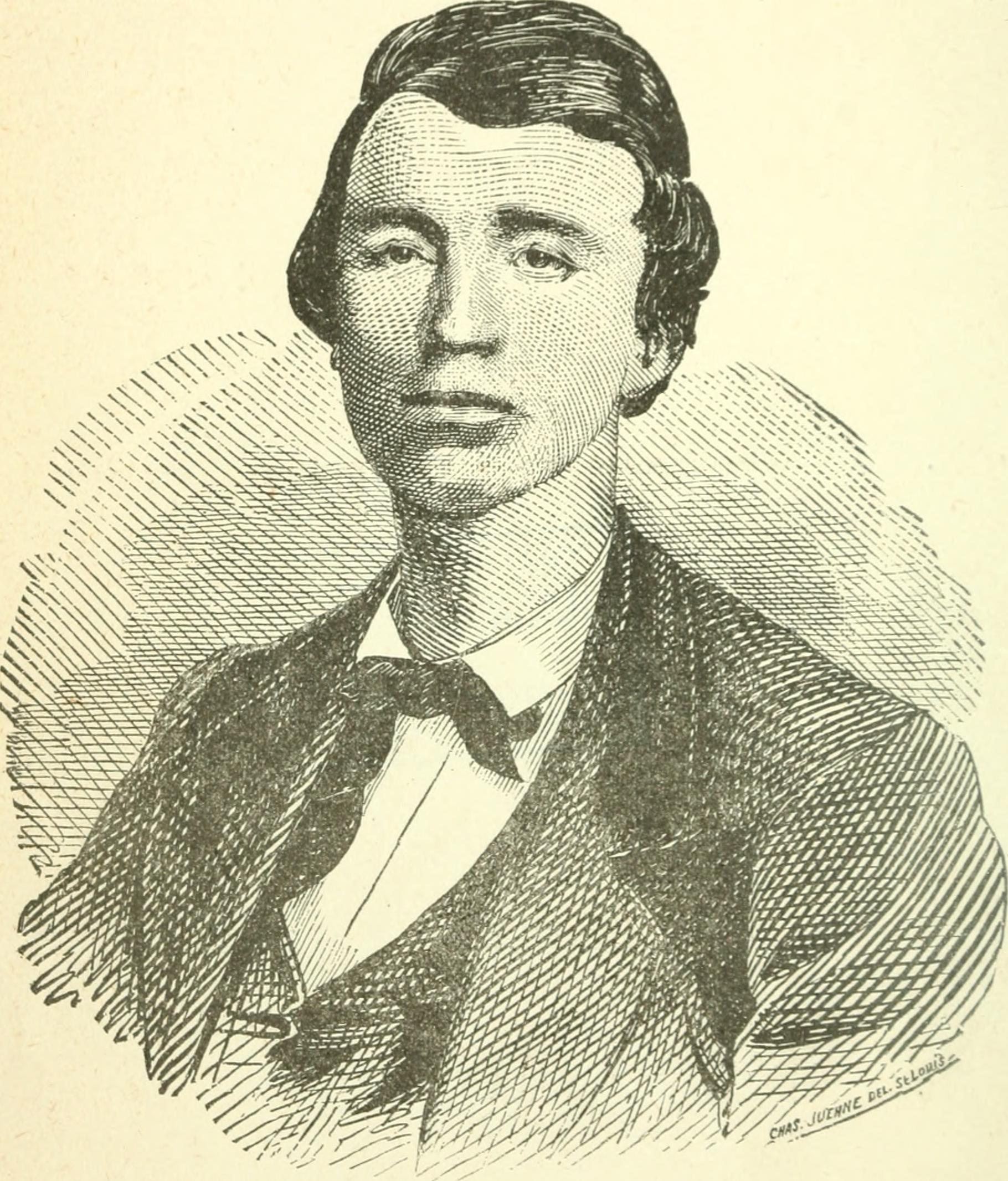
Zeichnung: William Quantrill

Die Guerillaaktivitäten waren im Verlauf des Jahres 1862 abgeebbt, stiegen im Folgejahr allerdings deutlich an. Eine Hauptursache dafür waren die in einen Kampf „Nachbar gegen Nachbar“ ausgeuferten Scharmützel in Missouri – eine Art Sondersituation, die vielfach als „Bürgerkrieg im Bürgerkrieg“ charakterisiert wird. Begünstigt wurde sie durch den Umstand, dass nach dem Hinausdrängen von Price keine regulären konföderierten Truppen mehr im Bundesstaat präsent waren. Besonders veranschaulicht wurde diese Situation durch die wohl spektakulärste Guerilla-Aktion im Verlauf des Bürgerkriegs: das Massaker in der Stadt Lawrence am 31. August 1863. Unmittelbarer Anlass: Rache für den Einsturz eines Gefängnisgebäudes in Kansas City, bei dem mehrere weibliche Bushwhacker-Angehörige zu Tode gekommen waren. Im Zug des Angriffs auf Lawrence sammelten sich unter dem Kommando von William Quantrill und „Bloody Bill“ Anderson über 400 Guerillas, rückten auf Schleichwegen nach Kansas vor, überfielen die Stadt am frühen Morgen und ermordeten in einem mehrstündigen Massaker zwischen 160 und 190 Zivilpersonen.
Ganz oben auf der von Quantrill mitgeführten Todesliste stand James Henry Lane. Lane befand sich in der Stadt; überrascht durch den Angriff, versteckte er sich, nur mit einem Nachthemd bekleidet, in einem Maisfeld. Stattdessen kam es zu einem Zusammentreffen zwischen Quantrill und Lanes Ehefrau Mary. Quantrill bedeutete Mrs. Lane, er sei untröstlich, dass er ihren Mann nicht zuhause angetroffen habe. Mary Lane behielt die Contencance. Überlieferten Berichten zufolge antwortete sie Quantrill, die Betrübnis darüber sei sicher beidseitig. Sie denke allerdings, ihr Mann werde sich bemühen, das Zusammentreffen unter günstigeren Umständen nachzuholen. Trotz der chaotischen – von einer an örtliche Armeestellen anstatt die Stadt weitergeleiteten Warnung verschlimmerten – Lage war Lane Teil des Aufgebots, welches den Bushwhackern bei ihrem Rückzug nachsetzte. Letztlich jedoch konnten sich Quantrill und Anderson erfolgreich nach Missouri zurückziehen. In ihren Reihen: Frank James und – vermutlich – sein jüngerer Bruder Jesse.

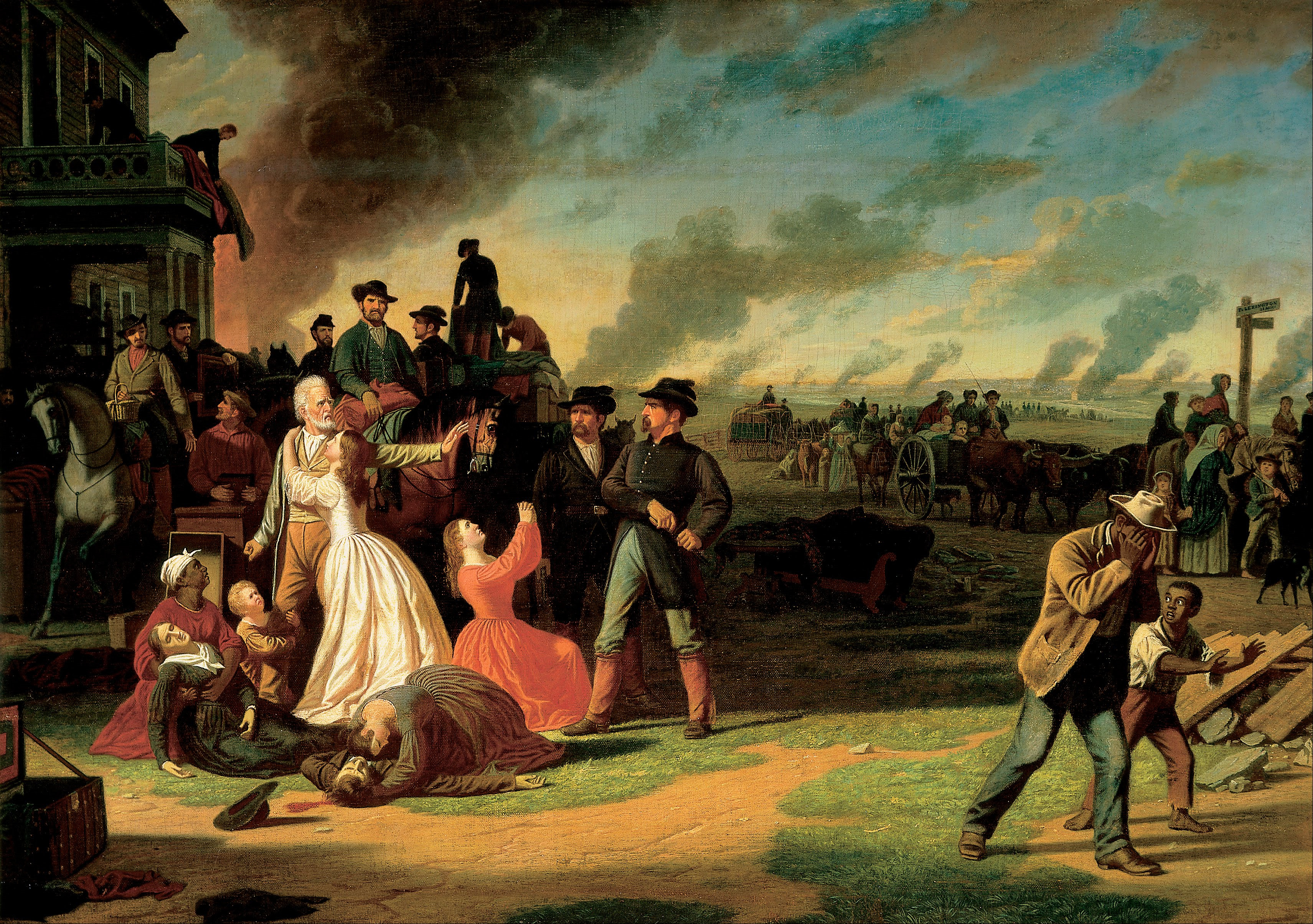
George Caleb Binghams Gemälde Order No. 11

Nach dem Massaker setzte sich James Henry Lane für harte Konsequenzen ein – speziell gegenüber jenen vier Counties in Missouri, die als Hochburgen der südstaatlichen Guerilla galten. Lane drohte, Missouri in eine Wüste zu verwandeln und setzte Thomas Ewing, dem neuen Militärkommandanten des Bezirks Missouri, unter Druck, harte Maßnahmen in die Wege zu leiten. Konsequenz war die umstrittene General Order No. 11 – ein von Ewing erlassener Militärbefehl, welcher eine weitgehende Evakuierung der vier Counties Bates, Cass, Jackson und Vernon anordnete. Der Guerillakrieg in Missouri brutalisierte sich bis zum Ende des Bürgerkriegs weiter. Spätestens seit dem Centralia-Massaker im September 1864, bei dem Andersons Truppe 22 unbewaffnete Rekruten ermordete, forcierte die Unionsarmee konsequent-gezielt die Ausschaltung dieser Banden.
1864 kaprizierte sich Lane stark auf die Arbeit als Senator in Washington. Seine Mitarbeit im Landwirtschaftsausschuss war von keinen besonderen Vorkommnissen gezeichnet. Anders sein Engagement für die Verlegung des Kansas-Streckenabschnitts der Union-Pacific-Eisenbahnlinie. Lane setzte sich dafür ein, dass die Streckenführung um drei Meilen verlegt wurde, damit die Linie Topeka und Lawrence direkt passieren konnte. Wenig überraschend war, dass sich Lane im Rahmen des 1864er-Präsidentschaftswahlkampfs erneut für Lincoln starkmachte. Bemerkenswert war das insofern, als dass er sich mit dieser Festlegung auch gegen radikale Kräfte inner- und außerhalb der Republikanischen Partei stellte, denen das Vorgehen Lincolns zu zögerlich war.

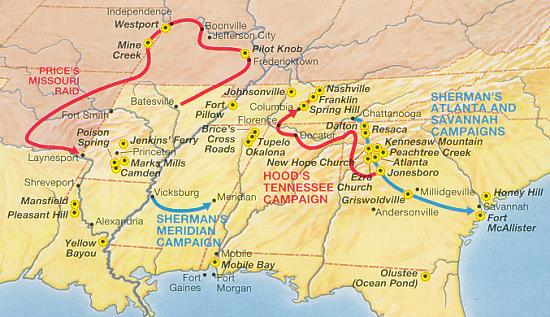
Price’s Raid 1864

Militärisch ergab sich für Kansas im Oktober 1864 eine akute Bedrohung. Sterling Price hatte eine Reiterarmee mit 12.000 Mann zusammengestellt und überzog Missouri mit einem großangelegten, quer durch den Staat gehenden Raid. Im Endeffekt gelang es Price mit seiner Invasion zwar nicht, Missouri aus dem Unionsverband herauszubrechen. Für Kansas stellte diese neue militärische Wendung allerdings eine ernsthafte Bedrohung dar – spätestens, als Price nach einer Serie wechselhaft verlaufener Gefechte nach Westen abschwenkte und seinen Vorstoß durch das konföderationsfreundliche, auch unter der Bezeichnung „Little Dixie“ bekannte Missouri-Tal fortsetzte. Aufgrund der akuten Bedrohung wurde in Kansas das Kriegsrecht ausgerufen. Lane unterstellte sich als freiwilliger Militäradjutant der Armee von General Curtis und nahm in dieser Funktion an der Schlacht von Westport teil. Die in unmittelbarer Nähe von Kansas City stattfindende Schlacht am 24. Oktober – zusammen mit denen von Wilson’s Creek und Prairie Grove eine der größten in der Region – endete mit der Niederlage der Konföderierten. Price zog sich über das westliche Missouri, Arkansas und das Indianerterritorium nach Texas zurück und stellte für den Rest des Bürgerkriegs keine Bedrohung mehr dar.

### Bürgerkriegsende und danach (1865 und später)
Für Lane sowie den Befehlskader seiner ehemaligen Brigade war die zweite Bürgerkriegshälfte wechselhaft verlaufen. James Montgomery hatte 1863 seinen Abschied eingereicht und nahm als Oberst der Second South Carolina Colored Volunteers an Kämpfen in Florida teil. Im September 1864 kehrte er nach Kansas zurück und war Kommandeur eines Regiments während der Schlacht von Westport. Charles Jennison, wegen Plünderungsvorwürfen zeitweilig ohne Protektion dastehend, wurde nach Quantrills Überfall auf Lawrence zum Colonel ernannt, setzte in dieser Funktion seine Aktivitäten gegen die Guerillaverbände aus Missouri fort und war ebenfalls an den Abwehrkämpfen gegen Prices Invasion beteiligt. Im Dezember 1864 wurde er aufgrund erneuter Plünderungen festgenommen, vor ein Kriegsgericht gestellt und unehrenhaft aus der Armee entlassen.
James Blunt verließ die Armee im Juni 1865. Er praktizierte zunächst als Arzt in Leavenworth und zog später nach Washington D.C., wo er als Anwalt Ansprüche von Privatpersonen gegen die Regierung vertrat. Colonel John Ritchie absolvierte eine umstrittene Laufbahn als Offizier, wurde wegen Insubordination mehrmals verhaftet und am 31. Mai 1865 aus dem Dienst entlassen. In seiner weiteren zivilen Laufbahn setzte er sich für das Frauenwahlrecht sowie Ziele der Abstinenzler ein. Die Verluste von Lanes Brigade beliefen sich im Rückblick auf: 130 durch Kampfhandlungen, Krankheiten oder Unfälle ums Leben gekommene Männer und 20, die aufgrund von Terrorattacken und vergleichbarer Vorfälle ihr Leben ließen.
Lane selbst schien am Ende des Bürgerkriegs einer politisch gesicherten Zukunft entgegenzublicken. Die Ermordung Lincolns änderte dies. In der Folge verbündete sich Lane mit Lincolns Nachfolger Andrew Johnson und ging zu der Position der Radikalen, welche eine harte Durchführung der Reconstruction befürworteten, auf Abstand. Sein Rückhalt innerhalb der Partei schwand zunehmend. Hinzu kamen Korruptionsvorwürfe bezüglich Transaktionen des Bureau of Indian Affairs sowie Militärverträgen. Lane wurde in diesem Zusammenhang zwar nicht namentlich genannt; war jedoch schon aufgrund des eingenommenen Abstands zu den Radikalen in der Partei zunehmend isoliert. Anfang Juli 1866 besuchte er einen Schwager in Leavenworth. Beide fuhren mit einer Kutsche aus Leavenworth hinaus. An einer Raststelle hielt dieser ihm die Tür auf. Lane stieg aus, sagte „Auf Wiedersehen, Mac“ und schoss sich eine Kugel durch den Kopf. Lane überlebte zunächst, erlag zehn Tage später, am 11. Juli 1866, allerdings den Folgen der zugefügten Kopfverletzung.

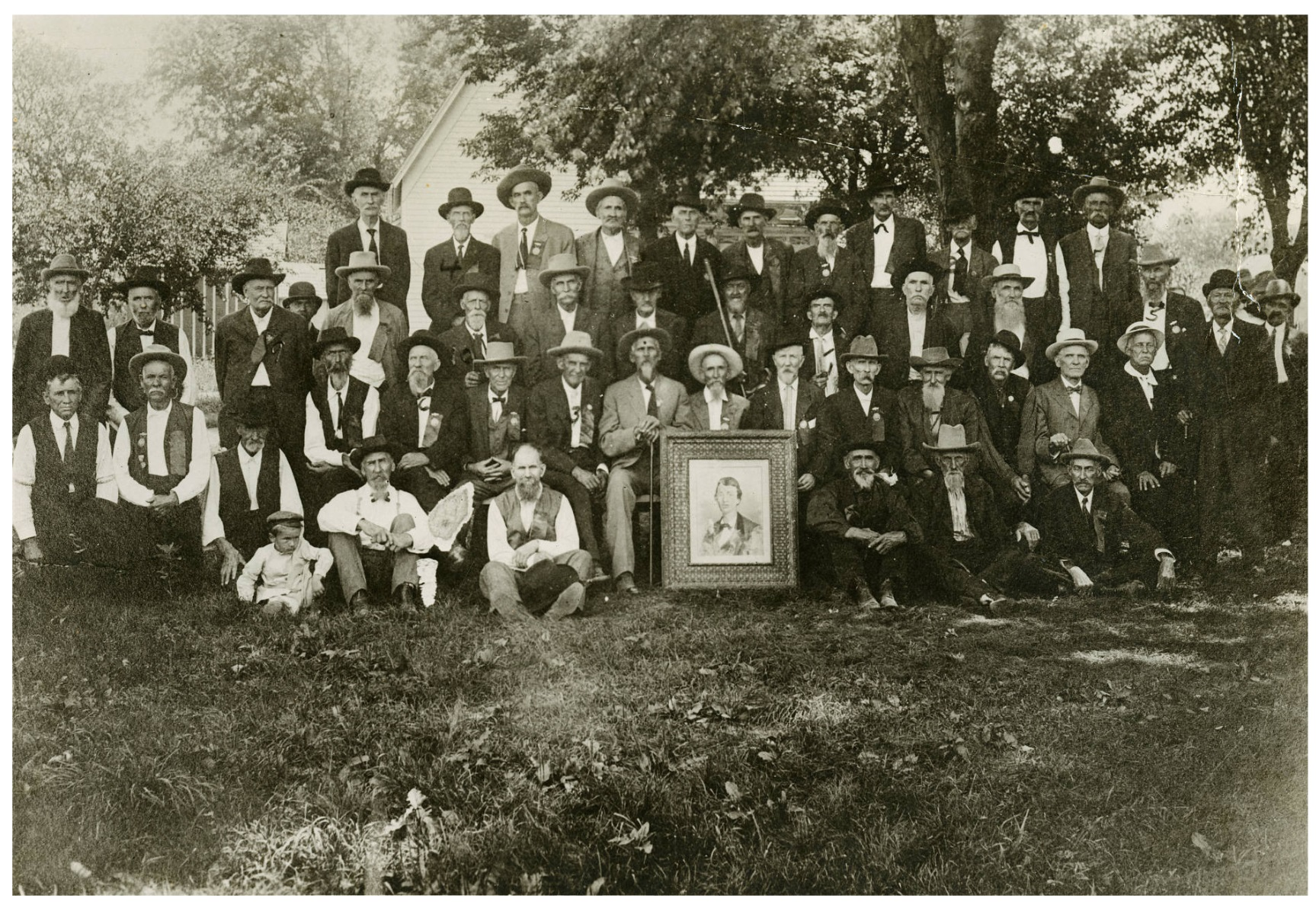
Veteranentreffen von Quantrill’s Raiders (1911)

Die Hinterbliebenen – vor allem seine Frau – führten seinen Nachlass bis ins 20. Jahrhundert fort. Von seiner Ehefrau Mary Elizabeth, geborene Baldridge, sind keine über die Nachlassführung hinausgehenden Aktivitäten überliefert. Sie verstarb im Jahr 1885. Mary E. Lane und ihre Tochter, Annie Lane Johnson, stellten im Lauf der Jahre eine Sammlung zusammen mit Briefen, Schriftstücken und Fotos. Sie befindet sich heute im Besitz der University of Kansas in Topeka. In ihr enthalten sind auch jene Bilder, welche der bekannte Portrait- und Bürgerkriegsfotograf Mathew Brady von Lane beziehungsweise von Lane und seiner Frau fertigte. In den 1890ern erschienen zwei Bücher, die sich explizit mit der Vita des umstrittenen Senators auseinandersetzten. Hinzu kam die von dem unmittelbaren Zeitzeugen Robert Cordley geschilderte Geschichte der Pionierjahre der Stadt Lawrence. Andere Involvierte brachten es zu öffentlichkeitspräsenteren Formen der Berühmtheit – insbesondere die James-Brüder, die als James-Younger-Gang den Mittleren Westen bis in die 1880er-Jahre mit ihren Aktivitäten überzogen. Die überlebenden Mitglieder von Quandrill’s Raiders hielten seit 1898 Veteranentreffen ab und etablierten diese bis 1929 in jährlichem Turnus.

## Bewertung

### Name und persönliche Charakterzüge

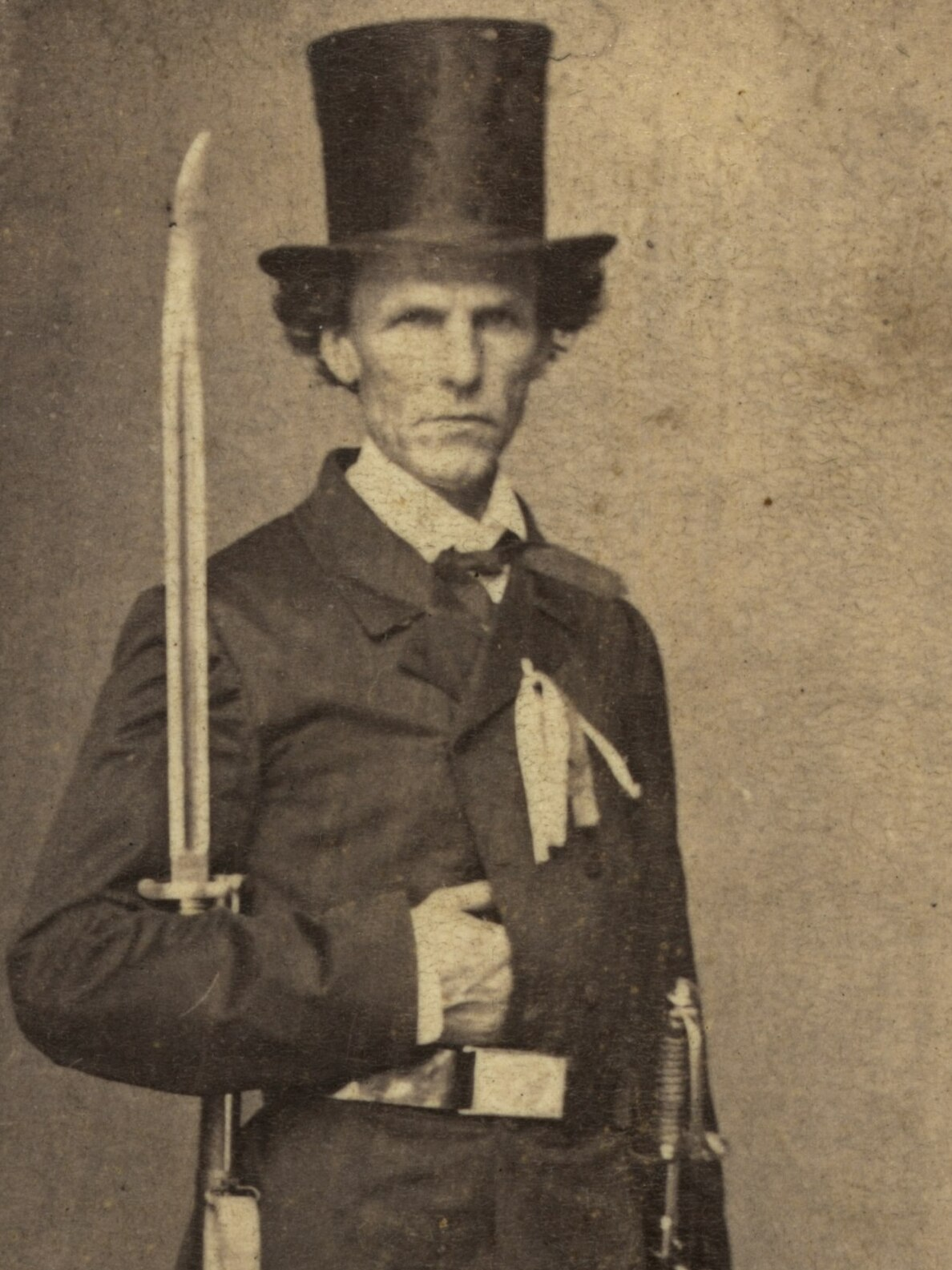
James Henry Lane (1860 oder später)

Nicht ungewöhnlich, aber doch auffällig ist die Verwendung zweier verschiedener Vornamen – einem offiziellen (James Henry) und einem eher inoffiziellen, vor allem im Kreis von Lanes Anhängern kursierenden (Jim). Auffällig hier ist, dass die inoffizielle Bezeichnung auch in historischen Abhandlungen und Monografien breit Verwendung findet. Robert Cordley als Zeitzeuge sowie Mitbegründer der Siedlung in Lawrence wechselt in seiner Darstellung zwischen prononcierter Aufführung der politischen und militärischen Titel („Senator Lane“, „General Lane“, und so weiter) und dem Ruf- beziehungsweise Spitznamen. Als Bezeichnungen hinzu kommen weitere zeitgenössische Zuschreibungen, die vor allem Lanes Verdienste beim Kampf um eine sklavereifreie Bundesstaats-Verfassung hervorheben, wie „Liberator of Kansas“ und „The Grim Chieftain“. Für die Zeit nicht ungewöhnlich ist die Hinzufügung des Attributs „Old“ – im konkreten Fall: „Old Jim Lane“. Der „Old“-Namensvorsatz wurde unter anderem auch von zeitgenössischen Romanschriftstellern wie in Deutschland etwa Karl May einem breiteren Publikum zugänglich gemacht. In der Realität geläufig war er hin bis zu entsprechenden Zusatzbezeichnungen für US-Präsidenten – etwa „Old Hickory“ (für Andrew Jackson) oder „Old Abe“ (für Abraham Lincoln).
Persönlich war Lane Abstinenzler. Viele seiner Zeitgenossen bemerkten, dass er nie Alkohol konsumierte. Darüber hinaus ist dokumentiert, dass Lane speziell gegen den grassierenden Alkoholkonsum in den Winterlagern seiner Brigade 1861/62 disziplinarische wie andere Maßnahmen einleitete. Bekannt war hingegen seine Leidenschaft für Kautabak – ein Genussmittel, das er nahezu ständig mit sich führte. Ein weiterer – teils zu Aufmerksamkeit, teils auch zu Spott führender – Punkt war die oftmals zutage tretende Vernachlässigung seiner äußeren Erscheinung. Lanes Kritiker warfen ihm darüber hinaus außereheliche Verhältnisse vor und unterstellten ihm Kontakte zu Prostituierten und Mätressen. Darüber hinaus habe er während seiner Zeit in Lawrence zahlreiche erfolglose Versuche unternommen, verheiratete Frauen zu verführen. Verteidiger von Lane haben – so sie auf den Inhalt dieser Vorhaltungen überhaupt eingingen – den Wahrheitsgehalt dieser Gerüchte stets in Abrede gestellt.

### Politische und historische Bewertung

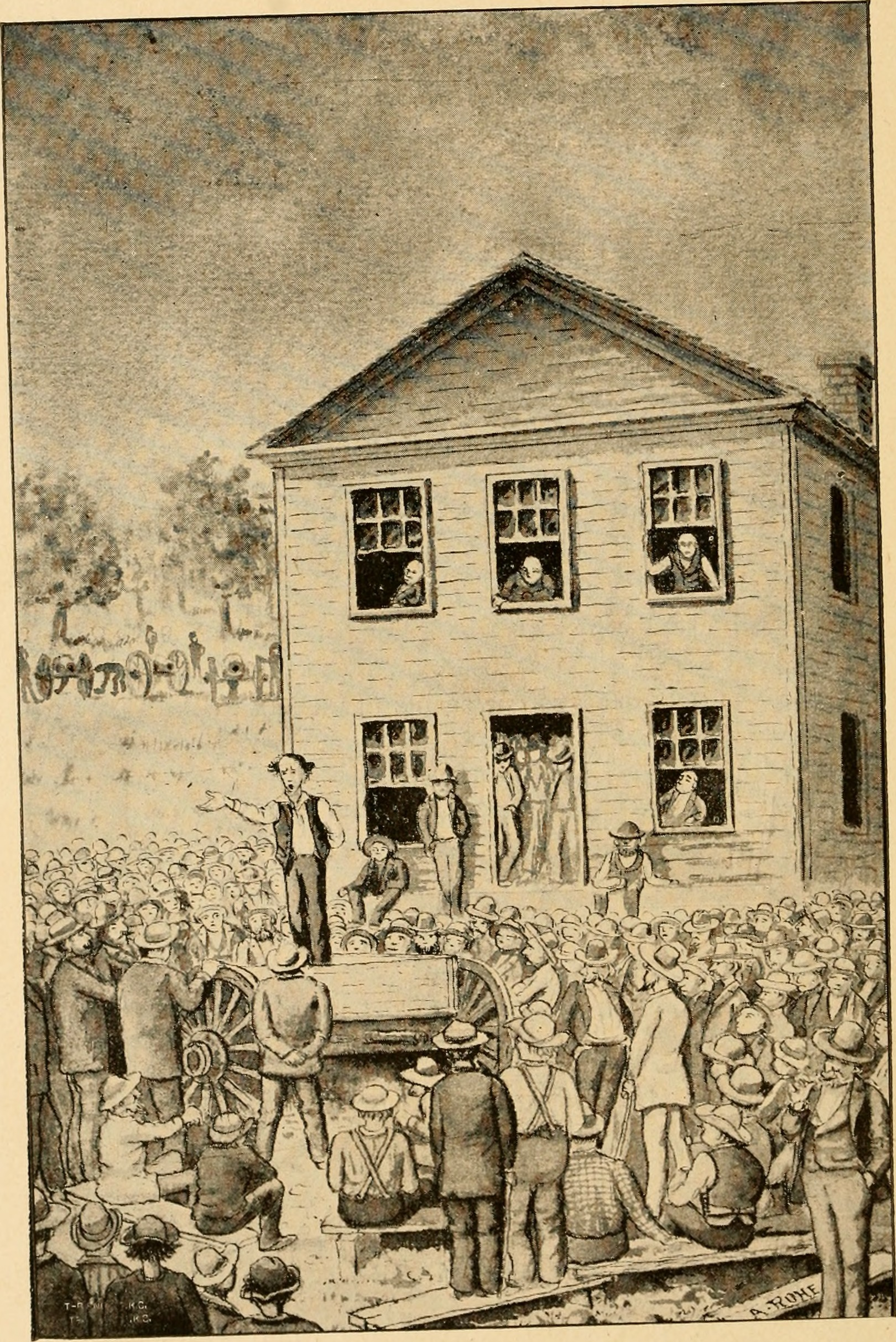
Zeichnung: Lane als der „Liberator of Kansas“

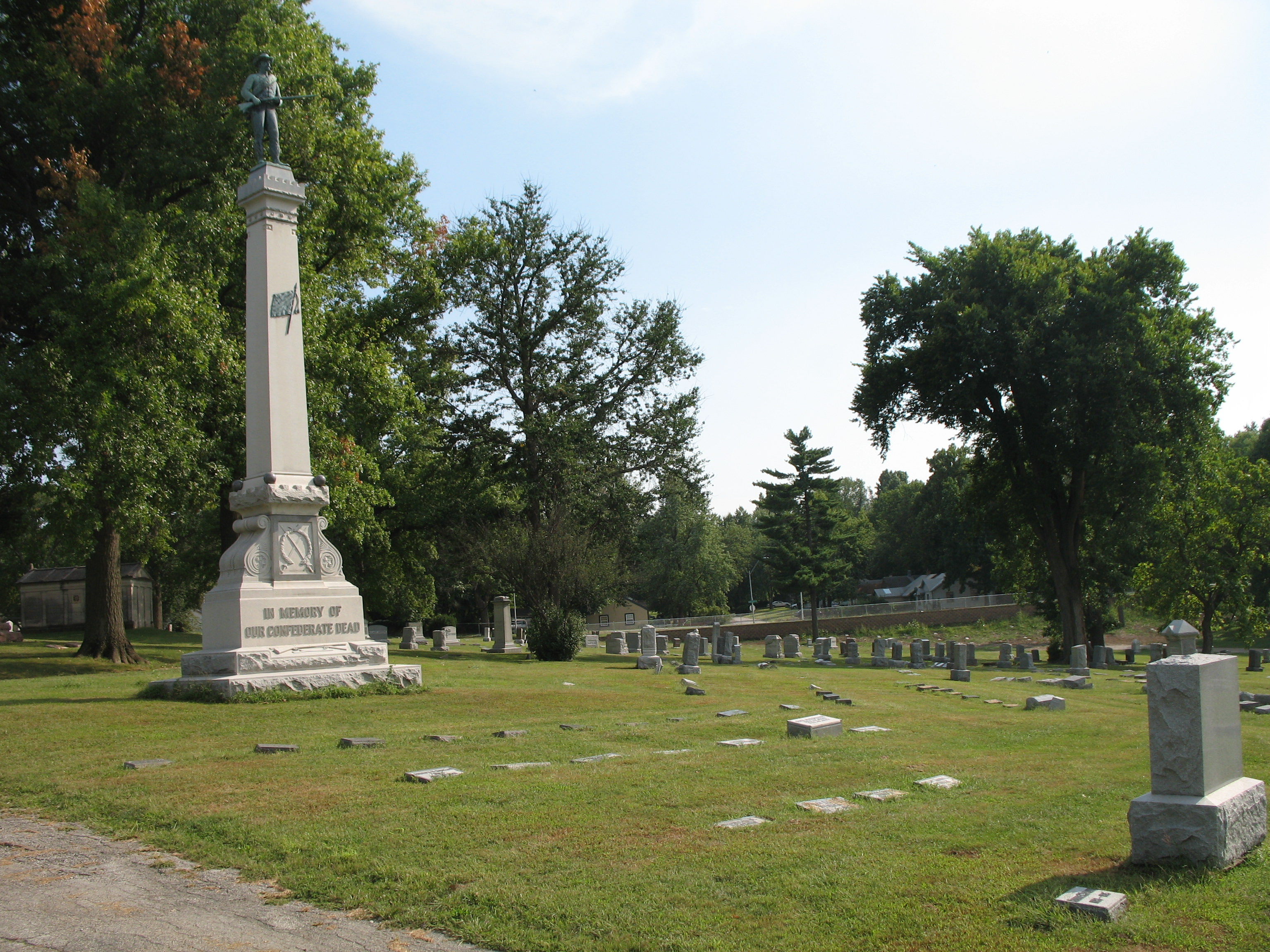
Kansas City: Konföderierte Gedenksäule an die Schlacht von Westport

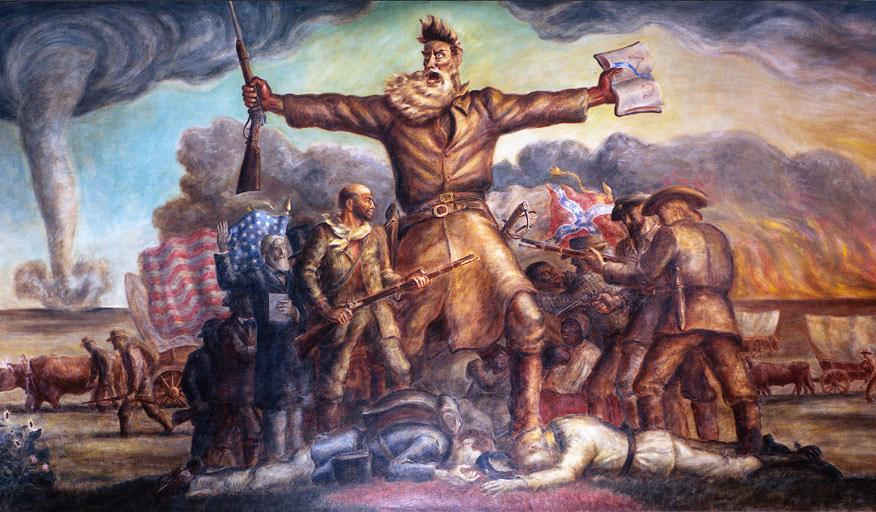
Mural zu John Brown im Capitol von Kansas, Topeka

Das posthume Vermächtnis von Lane war umstritten, sowohl bei den Anhängern der Union als auch bei denen der Konföderation. In den ehemaligen Südstaaten wurde die Person vorwiegend negativ rezipiert und entsprechend als korrupter, völkermordender Kriegsverbrecher hingestellt. Bei Radikal-Abolitionisten indes fiel das Bild oftmals nicht weniger negativ aus. Hier galt Lane häufig als skrupelloser, korrupter Opportunist, der Radikalismus lediglich zu dem Zweck vortäuschte, um im sklavereifeindlichen Kansas zu Macht und Einfluss zu kommen.
Ein Großteil der Kritik, welche von nördlicher Seite an Lane geübt wurde, geht auf seine zahlreichen Streitigkeiten mit Charles L. Robinson zurück, dem ersten Gouverneur von Kansas. Die Differenzen begründeten sich einerseits auf persönliche Animositäten, andererseits auf den unterschiedlichen Lebensläufen der beiden Kontrahenten. Robinson war langjähriger Republikaner und überzeugter Abolitionist, Lane hingegen ein ehemaliger Demokrat, der eher aus pragmatischen Erwägungen heraus ein Sklavereigegner war. Die Robinson-Fraktion in Kansas bestand im Allgemeinen aus abolitionistischen Einwanderern aus Neuengland, die Anhängerschaft von Lane hingegen aus Arbeitern und Bauern aus dem Mittelwesten. Viele von Lanes Befürwortern räumen zwar ein, dass Lane oft rücksichtslose Realpolitik betrieb, verteidigen ihn aber mit der Begründung, dass er tat, was nötig war, um die Sklaverei aus Kansas herauszuhalten und die Bürger während des Bürgerkriegs zu schützen.
Widersprüchlich bewertet wird Lane auch von neueren Autoren. Der Historiker George Fort Milton beschrieb ihn als „ungebildet, grob und ungehobelt“ James W. Erwin, Verfasser eines Überblickswerks zum Guerillakrieg in Missouri, weist auf die Umstände hin sowie die allgemeine Charakteristik des Kriegs in Missouri. Dieser sei, so Erwings Fazit, „ein Krieg der Vergeltung, der Grausamkeit und der wenigen Gefangenen“ gewesen. Der Sachbuchautor Lloyd Lewis, der Lane sowohl mit Abraham Lincoln als auch dem populistischen Gouverneur von Louisiana, Huey Long, verglich, ist hingegen der Meinung, dass die Verdienste Lanes unter anderem auch deswegen in Vergessenheit geraten seien, weil die Bürgerkriegs-Geschichtsschreibung von Leuten dominiert sei, die per se Vorbehalte gegen Außenseiter wie Lane hegten. Lewis’ Resümee: Lane habe für die Freiheit von Kansas letztlich mehr getan als der – posthum weit stärker im kollektiven Gedächtnis gebliebene – Antisklaverei-Aktivist John Brown.
Eine andere Sichtweise ins Spiel bringt Bryce Benedict, der 2022 eine Arbeit über Lane’s Brigade publiziert hat. Benedicts Meinung zufolge sind die Jayhawker-Aktivitäten nicht wesentlich über die Gepflogenheiten hinausgegangen, die im Rahmen des Bürgerkriegs praktiziert wurden. Lane, Jennison & Co. hätten lediglich Praktiken etabliert, die Sherman später in großem Stil während seines Feldzugs gegen Atlanta und später nach Savannah zur Anwendung gebracht habe. Darüber hinaus habe die Union auch in einem frühen Kriegsstadium bereits zu Mitteln wie Konfiszierungen, der Hinrichtung von Partisanen und Ähnlichem gegriffen.

## Medien und Popkultur

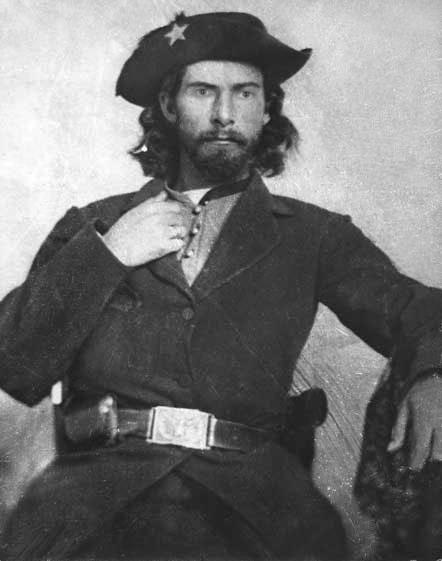
„Bloody Bill“ Anderson

In belletristischen Werken, Filmen, Serien sowie der Popmusik wird die historische Person James Henry bzw. Jim Lane in eher beiläufiger, randständiger Form abgehandelt. Neuere literarische Veröffentlichungen hier sind etwa Stan Hayne und sein historischer Roman And Union No More (2023; Thema: Bleeding Kansas), Wildwood Boys von James Carlos Blake (2000; Thema: „Bloody Bill“ Anderson) und The 116 von James P. Muehlberger. Indirekt vor kommt Lane auch in Daniel Woodrells Roman Who to live on (deutsch: Zum Leben verdammt) aus dem Jahr 1987. Woodrells Buch bildete die Vorlage zu Ang Lees Film Ride with the Devil aus dem Jahr 1999. Über die – sich eng an tatsächlichen historischen Vorkommnissen orientierende – Schilderung des Lebens von Südstaaten-Guerillas in Missouri zeigt der Film auch den Ablauf des Massakers in Lawrence. Obwohl Lane sowohl während des Massakers als auch bei der anschließenden Verfolgung der Bushwhacker zugegen war, wird im Film auf seine Rolle nicht eingegangen. Ein bekannterer Film – The Outlaw Josey Wales (deutsch: Der Texaner; 1975) mit Clint Eastwood – streift ebenfalls die Jayhawker-Thematik, behandelt sie allerdings in sehr freier Form.
Thematisiert wird der „Bleeding-Kansas“-Konflikt in der – ebenfalls auf einem Buch basierenden – Miniserie The Good Lord Bird mit Ethan Hawke in der Hauptrolle. Hauptfigur allerdings ist John Brown; Lane kommt in der Serie nicht vor. Auch in dem der US-Historie am meisten zugeneigten Popmusik-Zweig, der Country-Musik, wurde die Figur Lane bislang nur in indirekter Form aufgegriffen. Der Singer-Songwriter Steve Earle beschreibt in seinem Song Ben McCulloch zwar Ereignisse, die zur Schlacht bei Wilsons Creek führen. Der thematisierte texanische Konföderationsgeneral war allerdings nur temporär in die Ereignisse in Missouri und Kansas involviert; McCulloch und Lane sind sich, soweit bekannt, nie begegnet. In dem Stück Wild Bill Hickok auf Colter Walls Album Songs of the Plains (2023) kommt Lane ebenfalls nur als Randfigur vor. Als Beispiel für ein Jim-Lane-Lied im eigentlichen Sinn führt Buchautor Bryce Benedict einen rural überlieferten Folksong aus den Ozarks auf mit dem Titel Old Jim Lane. Textlich weist dieser in lapidarer Form darauf hin, dass über Lane viele Gerüchte umgingen, die meisten allerdings nicht stimmten.

### Monografien und monografieähnliche Titel
- Bryce Benedict: Jayhawkers: The Civil War Brigade of James Henry Lane. University of Oklahoma Press, Norman, Oklahoma 2022, 358 Seiten, ISBN 978-0-8061-9086-0 (englisch)
- Ian Michael Spurgeon: Man of Douglas, Man of Lincoln: The Political Odyssey of James Henry Lane. University of Missouri Press, 2008, 304 S., ISBN 978-0-8262-1814-8 (englisch)
- Robert Collins: Jim Lane. Scoundrel, Statesman, Kansan. Pelican Publishing, New Orleans 2007, 320 Seiten, ISBN 978-1-58980-445-6 (englisch)
- William Elsey Connelley: James Henry Lane, the „Grime Chieftain“ of Kansas. Crane, Topeka 1899 / Legare Street Press 2022, 140 S., ISBN 978-1-01-683483-4 (englisch)
- John Speer: A Life of Gen. James H. Lane, „The Liberator of Kansas“. J. Speer, Garden City 1896 / Forgotten Books 2018, 360 S., ISBN 978-0-365-32308-2 (englisch)